# Gary Cooper
Gary Cooper, született Frank James Cooper (Helena, Montana, 1901. május 7. – Los Angeles, Kalifornia, 1961. május 13.) kétszeres Oscar-díjas amerikai színész, aki természetes, hiteles és közérthető alakításainak köszönhetően vált híressé. Pályafutása 1925-től 1961-ig tartott, és e harminchat év alatt nyolcvannégy játékfilmben játszott fontosabb szerepet. Ő volt az egyik vezető amerikai filmsztár a némafilmkorszak leáldozásától egészen a klasszikus hollywoodi aranykor végéig.
Színészi teljesítménye a férfi és a női nézőknek egyaránt elnyerte a tetszését, és mindezt úgy, hogy munkássága felölelte a legtöbb nagy filmes műfajt. Cooper képes volt saját egyéniségét a játszott szerepben megmutatni, így a filmvásznon természetesnek és hitelesnek tűnt. Hosszú színészi pályafutása alatt ő jelenítette meg az ideális amerikai hőst. Filmes karrierje elején még statisztaként és lovas kaszkadőrként szerepelt, de viszonylag hamar egyre komolyabb szerepeket bíztak rá. A hírnevet az 1929-ben készített A virginiai férfi (The Virginian) című hangosfilm hozta meg, melyben a főszereplő westernhőst alakította. Az 1930-as évek elején további heroikus szerepeket játszott kalandfilmekben és drámákban, mint például az 1932-es Búcsú a fegyverektől (A Farewell to Arms) és az 1935-ös A hindu lándzsás (The Lives of a Bengal Lancer). Filmszínészi pályája csúcsán az új típusú rettenthetetlen hőst, a mindent legyőző átlagembert személyesítette meg a Váratlan örökség (Mr. Deeds Goes to Town) (1936), Az utca embere (Meet John Doe) (1941), a York őrmester (Sergeant York) (1941) és A Yankee-k dicsősége (The Pride of the Yankees) (1942) című filmekben. A háború utáni években már érettebb szerepeket bíztak rá, ilyen film például A forrás (The Fountainhead) (1949) és a Délidő (High Noon) (1952). Utolsó alkotásaiban már nem akcióhősöket alakított, hiszen egyre inkább a megbékélést kereste – e korszakának nevezetes filmjei a Szemben az erőszakkal (Friendly Persuasion) (1956) és A vadnyugati ember (Man of the West) (1958).
Már karrierje kezdetétől a nők kedvence volt: a vezető színésznők közül például Clara Bow-val és Lupe Vélezzel folytatott romantikus kapcsolatot. Feleségül mégis Veronica Balfe színésznőt vette el 1933-ban. Egy lányuk is született, házasságukat azonban közel három évre megszakította Patricia Neallel folytatott szerelmi viszonya. Közös érdeklődési körük alapozta meg húsz éven át tartó barátságát Ernest Hemingway amerikai íróval. Közeli barátjának tudhatott több neves filmes egyéniséget is, így Howard Hawks filmrendezőt, Joel McCrea és James Stewart filmszínészeket. Pályafutása során ötször jelölték Oscar-díjra a legjobb férfi főszereplő kategóriában, melyből kettőt elnyert a York őrmester és a Délidő című filmekben játszott szerepekért, és 1961-ben kiérdemelte az életműdíjat. Huszonhárom egymást követő évben a tíz legismertebb férfi filmszínész és tizennyolc éven keresztül a legjobban fizetett színészek közé tartozott. 1999-ben az Amerikai Filmintézet az elmúlt száz év legnagyobb hollywoodi filmsztárjai közé választotta, ahol az előkelő 11. helyre rangsorolták a férfiak listáján.

## Fiatalkora

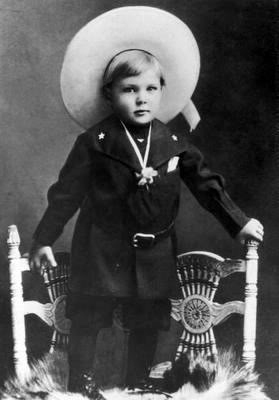
Kétéves korában, már cowboyjelmezben

A montanai kisvárosban, Helenában született 1901. május 7-én, a Tizenegyedik sugárúton, a 730. szám alatt álló házban. Családja angol származású, apja Charles Henry Cooper (1865–1946) Bedfordshire-ból – ahol földműves volt – vándorolt ki az Amerikai Egyesült Államokba. Az új hazában ügyvéd, majd bíró lett. Anyja, Alice Brazier (1873–1967) kenti születésű. Apja 1906-ban megvásárolta családi birtoknak a Helenától nyolcvan kilométerre északra, a Craig nevű település közelében és a Missouri folyó mentén elterülő Seven-Bar-Nine ranchet, amely egy 240 hektáros területen fekvő marhalegelő volt. Frank és bátyja, Arthur itt töltötték nyaraikat, és közben megtanultak lovagolni, vadászni és horgászni. 1908-ban a Hauser-duzzasztógát szakadása miatt Cooperék területét is elöntötte a folyó, de még időben sikerült az értékeiket kimenteniük.
A közben iskoláskorba érő Frank megkezdte tanulmányait szülővárosában. 1909 nyarán anyja azon kívánságára, hogy angol iskoláztatásban is részesüljenek, őt és bátyját Bedfordshire-be küldték, a Dunstable Grammar Schoolba, remélve, hogy ott színvonalasabb oktatást kaphatnak, mint otthon, Montanában. 1910 és 1912 között két tanévet tanulhatott Angliában.
A Dunstable-ben tanult latinul és franciául, valamint Anglia történelmét különböző kurzusokon. A szigetországban igyekezett megfelelni a szigorú angol iskolai szabályoknak, tanulta a társadalmi normákat, de közben nagyon nehezen alkalmazkodott a merev osztályszerkezethez és az olyan formaságokhoz, mint az Eton-gallér, amelynek viselése a diákok számára kötelező volt. Ott-tartózkodása alatt részt vett az Anglikán Közösség szertartása szerinti konfirmációs felkészítésen, melynek végén a Houghton Regisben lévő anglikán templomban 1911. december 3-án megkeresztelték. A fiúk még az első világháború kitörése előtt visszatértek az Egyesült Államokba, mivel 1912 augusztusában anyjuk hazakísérte őket. Frank iskolai tanulmányait Helenában a Johnson Grammar Schoolban folytatta.
Tizenöt éves korában autóbalesetet szenvedett, melynek következményében kialakuló derékbántalmai gyógyítására kezelőorvosa a lovaglást ajánlotta, ezért a Seven-Bar-Nine ranchen kezelte magát. Ez az egyébként rossz terápia miatt alakult ki a rá oly jellemző merev tartása, az egyensúlyzavaros járás és az enyhén hajlott hátú lovaglás. Idővel tanulmányait is folytatta, és két évet járt a Helena High Schoolba. 1918-ban azonban abbahagyta a középiskolát, és visszatért a családi birtokra, hogy ő is besegítsen az ötszáz szarvasmarha gondozásába, így egy időre főállású cowboy lett. 1919-ben apja elintézte, hogy befejezhesse középiskolai tanulmányait a Bozeman városban található Gallatin County High Schoolban. Ottani angoltanára, Ida Davis biztatta, hogy képezze magát, csatlakozzon az iskolai vitakörhöz és foglalkozzon színjátszással. Szülei ennek a tanárnak tulajdonították, hogy egyáltalán elvégezte az iskolát. Cooper is megerősítette ezt: „Részben ez az asszony volt felelős azért, hogy feladtam a marhapásztoréletet, és elvégeztem a középiskolát”.

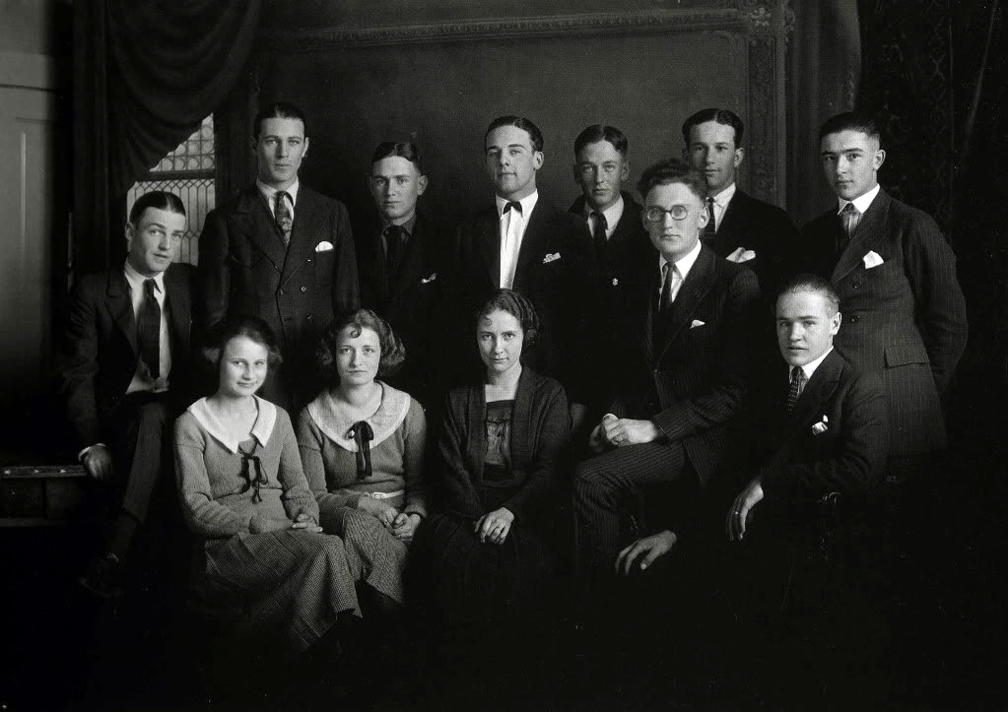
Cooper a Grinnell College-ban (a felső sorban balról a második), 1922

1920-ban még középiskolásként részt vett három képzőművészeti kurzuson a Montanai Egyetemen. A festőművészet iránti érdeklődését már évekkel korábban felkeltette Charles Marion Russell és Frederic Remington, akik a westernfestészettel foglalkoztak. Különösen nagyra tartotta Russel Lewis és Clark találkozása az indiánokkal Ross' Hole-nál című festményét, amely ma is megtalálható Helenában, az állami törvényhozás épületében.
1922-től Iowában járt a Grinnell College-ra, ahol a már korábban megkezdett képzőművészeti tanulmányait folytatta, s legtöbb tanulmányi kötelezettségének eleget tett, de az iskola színjátszó körébe nem vették fel. Rajzai és akvarelljei a kollégium falát díszítették, és az iskola évkönyvében is szerepelt mint művészeti szerkesztő. 1922 és 1923 nyarán a Yellowstone Nemzeti Parkban közlekedő sárga, nyitott tetejű buszokon idegenvezetőként dolgozott. Egészen 1924 februárjáig tizennyolc hónapot tanult a Grinnellben, de ezt az iskolát is hirtelen, idő előtt abbahagyta, és nem szerzett diplomát. Egy hónapig Chicagóban keresett munkát mint festőművész, de nem járt sikerrel, ezért visszatért szülővárosába. Helenában a helyi Independent újságnak készített karikatúrákat.
1924-ben édesapja otthagyta a Montanai Legfelsőbb Bíróságot, és feleségével együtt Los Angelesbe költözött, hogy két rokonuk ottani birtokait igazgassák. Apja kérésére 1924. november 27-én, hálaadás napján csatlakozott a családhoz, tudta ugyanis, hogy karikaturistaként bajosan tudna megélni Helenában. Azzal érvelt, hogy „Jobb éhezni ott, ahol meleg van, mint éhezni és fázni is”. Az ezt követő hetekben munkát keresett, és eközben találkozott két montanai földijével, Jim Galeennel és Jim Callowayjel. Ők olyan alacsony költségvetésű westernekben szerepeltek statisztaként és lovas kaszkadőrként, amelyeket a Poverty Row filmstúdiók készítettek a Gower utcában. Bemutatták őt is, mint még egy montanai cowboyt, és ennek köszönhetően a rodeóbajnok Jay „Slim” Talbot elvitte egy filmes előválogatásra, ahol egy rendező munkát ajánlott neki. Úgy döntött, kipróbálja magát, és dolgozni kezdett, statisztaként öt dollárt kapott, míg lovas kaszkadőrként megkereste ennek a dupláját is. Az volt az elképzelése, hogy megtakarít annyit, amiből ki tudja majd fizetni egy professzionális művészeti tanfolyam árát.

## Színészi pályafutása

### Némafilmekben 1925–28 között

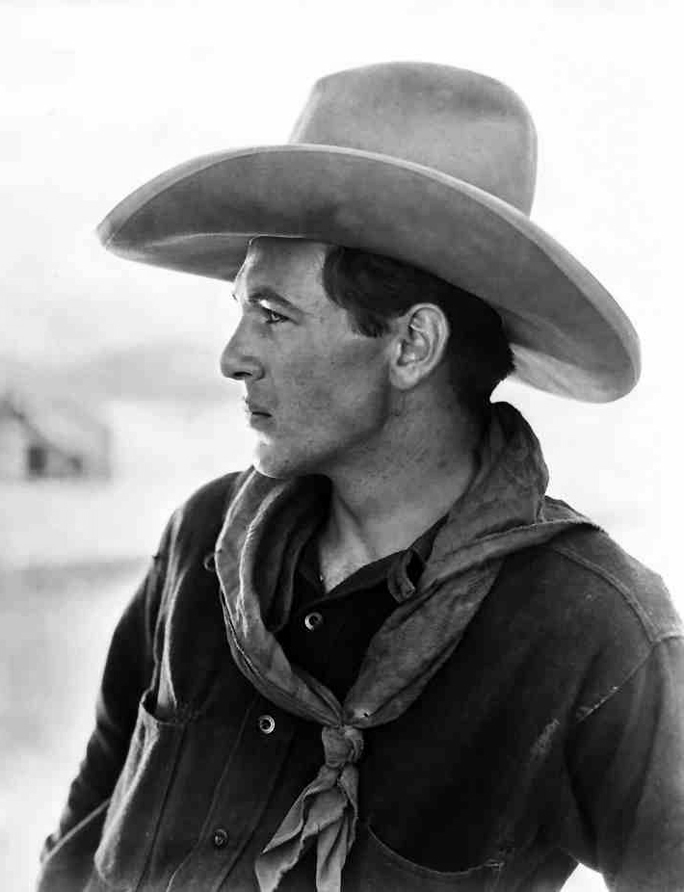
A Barbara Worth győzelme című 1926-os némafilmben

1925 elején csöppent bele a filmiparba. Néma westernfilmekben alakíthatott kisebb szerepeket: a The Thundering Herdben és a Wild Horse Mesában Jack Holttal, a Riders of the Purple Sagéban és a The Lucky Horseshoe-ban Tom Mixel, valamint a The Trail Riderben Buck Jonesszal. Dolgozott pár kisebb korabeli hollywoodi filmes stúdiónak, mint a Famous Players-Lasky és a Fox Film Corporation. A western műfajban lovaglótudományának köszönhetően folyamatosan adódott munka a számára, de arra is hamar rájött, hogy a kaszkadőrség kemény, kegyetlen élet, hiszen mind a ló, mind a lovas sérülését is okozhatja. Abban a reményben, hogy egyszer a sok veszélyt rejtő kaszkadőrmunkát elfelejtheti, saját költségén próbafelvételt készíttetett, és felkérte Nan Collins szereposztó rendezőt (casting director), hogy segítse színészi karrierjének elindítását. A rutinos színészválogató tudta, hogy van már a szakmában Frank Cooper, ezért azt javasolta, hogy keresztnevét változtassa meg, és szülővárosa, az indianai Gary után vegye fel a Gary nevet. Coopernek az első perctől tetszett az ötlet.
Nem csak westernben asszisztált, hanem más filmekben is feltűnt: például álarcos kozákot játszott A fekete sasban, római őrt a Ben Hurban, illetve árvízkárosultat a The Johnstown Floodban. Fokozatosan egyre több időt töltött a neki osztott szerepekben, például a Tricks című 1925-ös filmben ő játszotta az ellenlábas szerepét, és a Lightnin' Wins című 1926-os rövidfilmben is feltűnt. Mint már szerepekben játszó színész, felkeltette a nagyobb filmstúdiók érdeklődését is. 1926. június 1-jén a Samuel Goldwyn Productions szerződést kötött vele, mely alapján ötven dollárt kapott egy hétre.
Első fontosabb szerepét 1926-ban a Barbara Worth győzelme filmben Ronald Colman és a magyar Bánky Vilma mellett játszotta, ahol az általa alakított fiatal mérnök, Abe Lee segített a rivális udvarlónak, hogy megmentse a szeretett nőt és városát egy közelgő gátszakadás okozta katasztrófától. Életrajzírója, Jeffrey Meyers szerint „zsigeri hitelessége” a montanai cowboytapasztalatából eredt. A filmet október 14-én mutatták be, és átütő sikert hozott. A filmkritikák Coopert tettre kész új egyéniségnek látták, és a jövő nagy reménységének tartották. Samuel Goldwyn sietve hosszú távú szerződést ajánlott, de Cooper Jesse L. Lasky és a Paramount Pictures öt évre szóló szerződését és az ebben foglalt heti 175 dolláros, jobbnak tűnő ajánlatot fogadta el. 1927-ben a már befutott filmsztár, Clara Bow segítségével komolyabb szerepeket kapott a Children of Divorce-ban és a Szárnyakban. Ez utóbbi volt az első film, amely elnyerte a legjobb filmnek járó Oscar-díjat. Még ebben az évben megkapta első jelentősebb szerepeit a John Waters rendezte Arizona Bound és Nevada című filmekben.
1928-ban a Paramount filmstúdió Fay Wray színésznővel hozta össze a The Legion of the Condemned és a The First Kiss című filmekben, és a reklámokban a filmstúdió csodálatos fiatal szerelmesei-ként állították be őket. A képernyőn ez az érzelem nem jött át, hiszen nem volt nagy hatással a nézőkre. Azonban minden újabb filmjében egyre jobb színészi képességeket csillogtatott meg, és népszerűsége is egyre nőtt, különösen igaz volt ez a hölgyek körében. Ez időben a gázsija is megugrott, hiszen 2750 dollárt keresett filmenként, és ömlöttek hozzá a rajongói levelek. Cooper egyre nagyobb népszerűségét a filmstúdió azzal próbálta segíteni, hogy vezető színésznők mellé adott neki szerepeket, ilyen film például a Beau Sabreur Evelyn Brenttel, a Doomsday Florence Vidorral és a Half a Bride Esther Ralstonnal. Ebben az évben készítette el a First National Picturesnél Colleen Moore-ral a Lilac Time-ot, amely az első zenei aláfestéssel és hangeffektekkel készített filmje volt. Ez a film az 1928-as év egyik legnagyobb kasszasikerét aratta.

### Hollywoodi sztárként, 1929–35

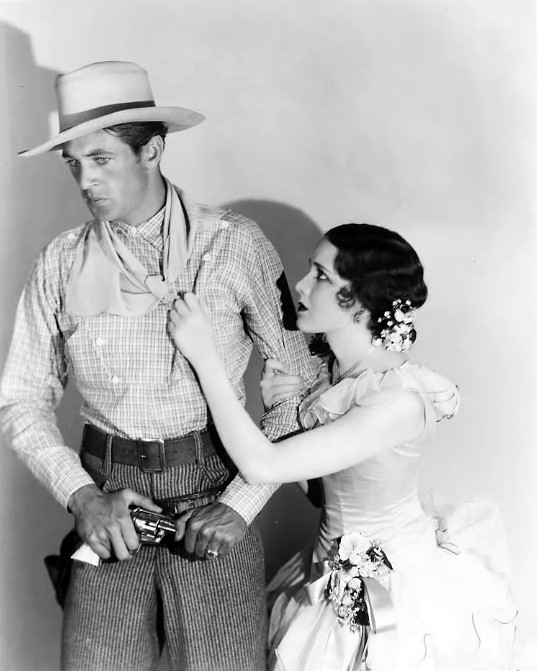
Cooper és Mary Brian 1929-ben, A virginiai férfi című westernben

Igazi befutott filmsztár az első hangosfilmjével, az 1929-ben készített, Victor Fleming rendezte A virginiai férfivel lett, amelyben Mary Brian és Walter Huston is szerepelt. Ez a film Owen Wister novellája alapján készült, és az első olyan hangosfilm volt, amely lefektette a western egyfajta becsületkódexét, valamint jelentős része volt a műfaj mai napig követett sémáinak kialakításában. Meyers szerint jórészt Cooper alakította ki a filmjeiben a férfias szabadságot, bátorságot és becsületet megtestesítő magas, jóképű, ám egyben gyámoltalan cowboyhős romantikus típusát. Ellentétben néhány némafilmes színésszel, akiknek gondot okozott a hangosfilmre történő átállás, neki ez természetes módon ment, hiszen az új közegben az ő mély, tiszta és kellemesen nyújtott hangja tökéletesen illeszkedett az addig róla a nézőkben kialakult képhez. Továbbra is növekvő népszerűségét kihasználva a Paramount 1930-ban készített vele néhány western- és háborús filmet (Only the Brave, The Texan, Seven Days' Leave, A Man from Wyoming, The Spoilers).

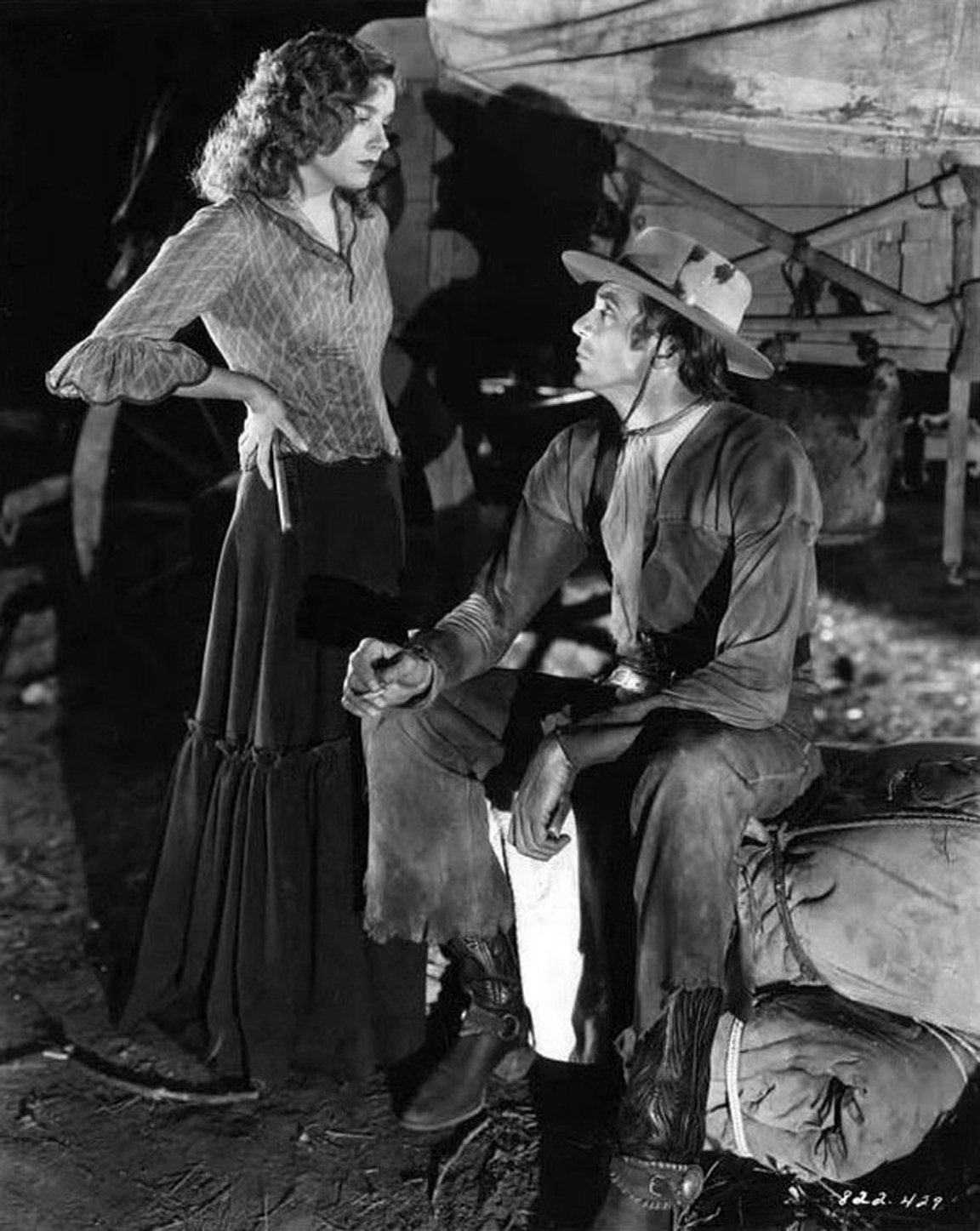
Cooper és Lili Damita az 1931-es Fighting Caravans című filmben

Kezdeti színészi pályafutásának meghatározó állomása Josef von Sternberg 1930-as filmje, a Marokkó, melyben egy mogorva legionáriust alakított, és ez a film volt egyben Marlene Dietrich bemutatkozása az amerikai nézőközönségnek. A forgatás alatt von Sternberg minden energiáját Dietrichre fordította, és elutasító volt Cooperrel szemben. A robbanásig feszült légkörben egyik alkalommal von Sternberg németül kiabálva adott utasításokat, amire a 191 centiméter magas színész csendben odament a 163 centiméteres rendezőhöz, megragadta a gallérjánál fogva és felemelte magához, majd azt mondta neki: „Ha ebben az országban akarsz dolgozni, akkor jobb, ha azt a nyelvet használod, amit mi”. A forgatás során fennálló feszültség ellenére Thornton Delehanty, a New York Evening Post kritikusa szerint Cooper egyik addigi legjobb színészi teljesítményét nyújtotta. 1931-ben visszatért a western műfajához, Zane Grey története alapján elkészült a Fighting Caravans, amelyben Lili Damita francia színésznő volt a partnere. Szerepelt továbbá Dashiell Hammett krimijében (City Streets), ahol egy, az Egyesült Államok nyugati részéről a nagyvárosba érkezett embert játszik, aki a gengszterek közé keveredik azért, hogy megmentse szerelmét. Ebben az évben két sikertelen filmet is forgatott: Carole Lombarddal az I Take This Womant és Claudette Colberttel a His Womant. Két év alatt tíz film elkészítése annyira igénybe vette, és akkora nyomás alatt tartotta, hogy kimerült, és megromlott az egészségi állapota: vérszegénységben szenvedett és sárgaságot kapott. Ebben az időben tizennégy kilogrammot fogyott, magányosnak és elszigeteltnek érezte magát. A hirtelen jött hírnév és gazdagság depressziót is okozott nála. 1931 májusában elhagyta Hollywoodot, és Algírba, majd Olaszországba hajózott, ahol az elkövetkező évet pihenéssel töltötte.
Külföldi tartózkodása során Rómában a Villa Madama lakója volt, ahol Dorothy di Frasso grófnő megtanította neki a nevezetes ételeket és a márkás borokat, az olasz és a francia menük olvasását, valamint azt is, hogyan érintkezhet az európai nemesség és a felsőbb osztályok tagjaival. Miután már végigvezette a nagyszerű olasz művészeti múzeumokon és galériákon, a grófnő elkísérte egy tízhetes kelet-afrikai nagyvadvadászatra a Kenya-hegy környékére. A szafari során több mint hatvan vadat ejtett el, köztük két oroszlánt, egy orrszarvút és különböző antilopféléket. Az afrikai út mély nyomokat hagyott lelkében, és tovább erősítette a vadon iránt érzett szeretetét. Miután visszatért Európába, a grófnővel levezetésként földközi-tengeri körutazásra mentek az olasz és a francia Riviérára. A kipihent és új életre kelt színész 1932 áprilisában tért vissza Hollywoodba, és a Paramounttal leszerződött évi két filmre 4000 dolláros heti fizetés mellett úgy, hogy még a rendezőt is megválaszthatta, és a forgatókönyvet is ő hagyhatta jóvá.

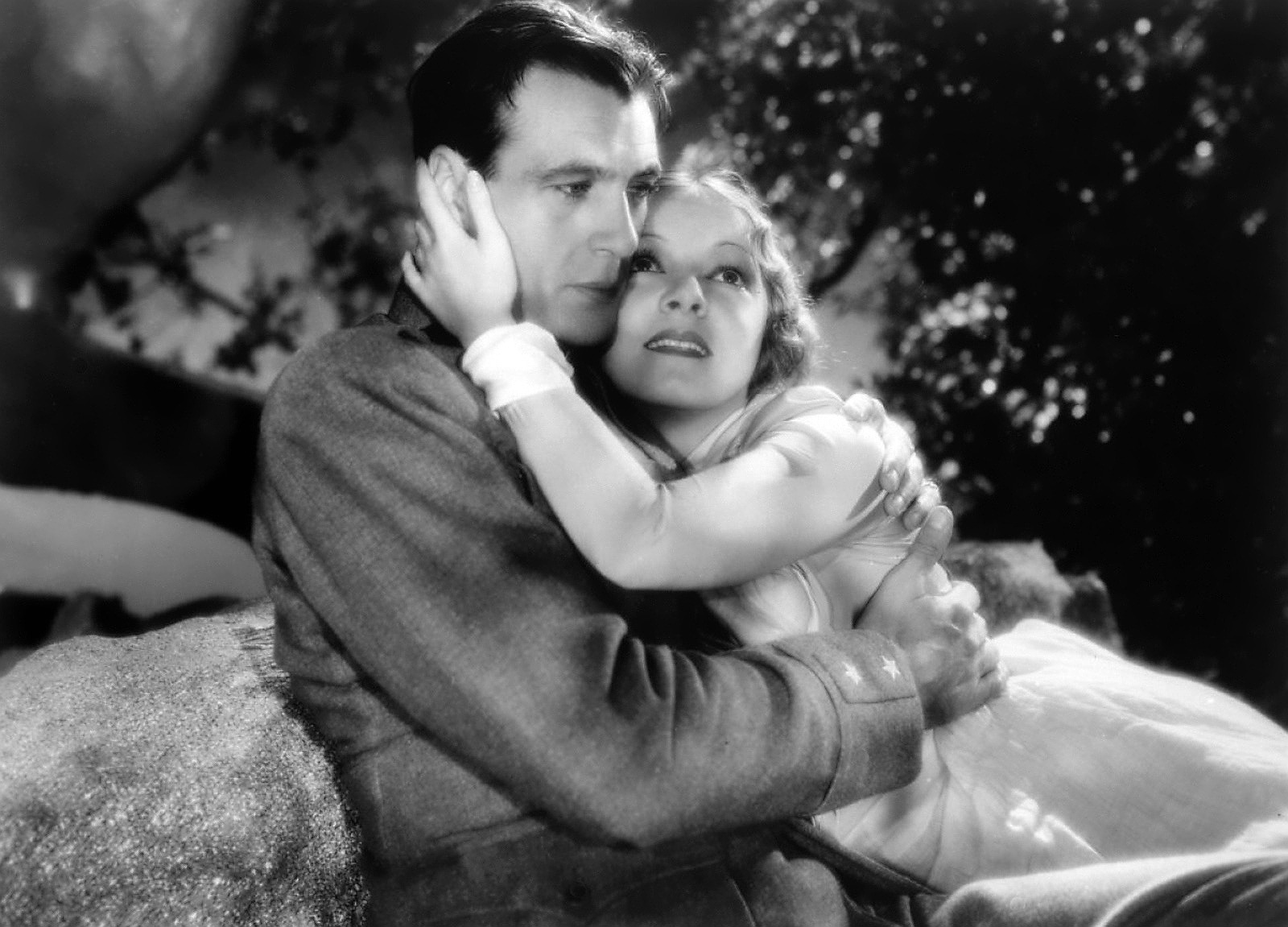
Cooper és Helen Hayes 1932-ben, a Búcsú a fegyverektől című filmben

1932-ben elkészítette a Devil and the Deep című filmet, melyben partnere Tallulah Bankhead volt, és ezzel korábban vállalt szerződését teljesítette. Szerepelt még Ernest Hemingway regénye, a Búcsú a fegyverektől alapján készített első filmadaptációban. Filmbeli partnerei Helen Hayes Oscar-díjas színésznő, az „Amerikai Színház First Ladyje” és Adolphe Menjou voltak. Coopernek az egyik addigi legnagyobb kihívást jelentő drámai szerepét kellett játszania. A szereposztás szerint az első világháborúban Olaszországban szolgáló amerikai katonai mentő vezetője, aki maga is megsebesül és beleszeret egy angol ápolónőbe. A kritikusoktól dicséretet kapott a rendkívül mélyen átélt érzelmes előadásmódja miatt, és a film az év egyik legnagyobb kasszasikerét eredményezte. 1933-ban szerepelt a Ma élünkben (Today We Live) Joan Crawforddal, az One Sunday Afternoonban ismét Fay Wrayjel és Ernst Lubitsch vígjátékában, a Mindkettőt szeretemben (Design for Living), amely Noël Coward forgatókönyvíró remek színházi darabja is. Ennek további főszereplői Miriam Hopkins és Fredric March voltak, de a film vegyes kritikát kapott. Cooper amerikai színészt játszott, aki Európában drámaíró barátjával együtt verseng egy csodálatos nő kegyeiért. A film Cooper sokoldalúságát bizonyította, és beigazolódott, hogy képes volt komédiában is játszani, de nem hozott kiemelkedő bevételt. 1933-ban nevét hivatalosan is megváltoztatta, és augusztustól már személyi okmányaiban is „Gary Cooper” szerepelt.

1934-ben kölcsönbe adták a Metro-Goldwyn-Mayer polgárháborús drámájához, az Operator 13-hoz, melyben Marion Davies volt a partnere, és szerepe szerint a gyönyörű unionista kémnő beleszeret egy konföderációs katonába. Azonban ez a film Richard Boleslawski nagy képzelőerejű rendezése és George J. Folsey pazar operatőri munkája ellenére sem hozta meg a várt sikert.

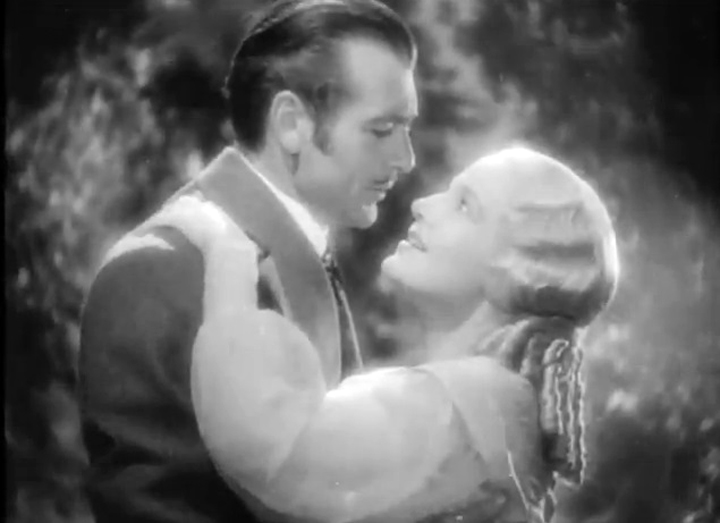
Cooper és Ann Harding 1935-ben, a Peter Ibbetson melodrámában

 A Paramounthoz visszatérve feltűnt a Henry Hathaway által rendezett hét film közül az elsőben, a Most és mindörökkében (Now and Forever) Carole Lombarddal és Shirley Temple-lel. Ebben egy önhitt férfit játszik, aki megpróbálja rátukmálni lányát a rokonaira, akik már eddig is nevelték, de végül mégis megtartja a rendkívül elragadó teremtést. Coopert lenyűgözte Temple intelligenciája és vonzereje, és szoros kapcsolatot ápolt vele a filmben, és azon kívül is. Ez a film viszont már kasszasikert is eredményezett.
A következő évben megint kölcsönben játszott a The Wedding Nightban, a Samuel Goldwyn Productions által megjelentetett, King Vidor rendezte romantikus filmben, Anna Stennel, akit éppen mintegy „másik Greta Garbóként” próbáltak felfuttatni. A filmben alkoholista írót játszik, aki visszavonul a családja farmjára Új-Angliába, ott találkozik a gyönyörű lengyel szomszédasszonnyal, és beleszeret. Larry Swindell szerint színészi teljesítménye meglepően széles skálájú és mély volt. Annak ellenére, hogy a kritika kedvezően fogadta a filmet, az amerikai nézők tetszését nem nyerte el, akik talán nehezményezték, hogy egy házasságon kívüli szerelmi viszonyt ábrázol, és a vége is tragikus. Ugyanebben az évben Henry Hathaway két új filmjében jelentkezett, a Peter Ibbetson című melodrámájában, amelyben egy férfi rátalál gyerekkori szerelmére (filmbeli partnere Ann Harding) és az A hindu lándzsás (The Lives of a Bengal Lancer) kalandfilmben, melyben egy bátor brit katonatisztet alakít, aki a helyi lázadó törzsekkel szemben megvédi Bengálban az erődjüket. Az előbbi film nagyobb sikert aratott Európában, mint az Egyesült Államokban, az utóbbi hat Oscar-díj-jelölést kapott, és egyike lett Cooper legnépszerűbb és legsikeresebb kalandfilmjeinek. Hathaway rendező a legnagyobb elismeréssel adózott színészi teljesítménye előtt, és azt mondta róla: „az összes között a legnagyobb színész”.

### Amerikai nemzeti hős, 1936–43

#### Az igazi áttörés aMr. Deedstől aThe Real Glory-ig

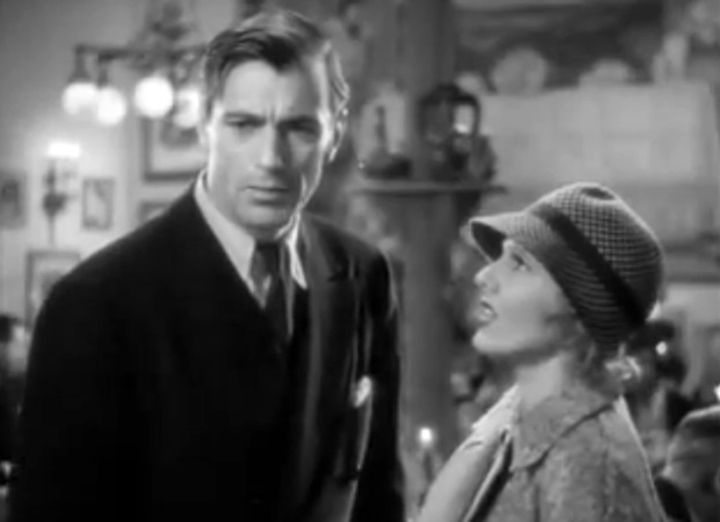
Cooper és Jean Arthur 1936-ban, a Váratlan örökség című vígjátékban

Az 1936-os év fontos fordulópontja lett Cooper életének. A Paramountnál Frank Borzage romantikus vígjátékában, A vágyban (Desire) szerepelt Marlene Dietrich mellett, és a kritikusok szerint élete egyik legjobb alakítását nyújtotta. Ezután, hasonlóan pályafutása kezdetéhez, amikor még némafilmeket készített, megint kisebb hollywoodi filmes stúdiókkal kezdett forgatni. A Columbia Picturesnél készített, Frank Capra rendezte vígjátékban, a Váratlan örökségben Jean Arthur volt a partnere. A filmben Longfellow Deeds-et játssza, aki csendes, ártatlan személy, egy kis faggyúüzem résztulajdonosa, és keresetkiegészítésként részmunkaidőben üdvözlőlapokat ír. Egy napon azonban rámosolyog a szerencse, hiszen vagyont örököl, majd felszámolja addigi életét Vermontban, és New Yorkba utazik, ahol szembesül a világot behálózó csalással és korrupcióval. Capra rendező és Robert Riskin forgatókönyvíró fel tudták használni Coopernek a már jól felépített színészi szerepét, az amerikai hős kvintesszenciáját, aki az őszinteség, a bátorság és jóság megtestesítője, és ebből építkezve a hétköznapi embereknek egy új típusú népi hőst mutattak be. Coopernek a filmben játszott szerepét Capra így foglalta össze:

„Úgy hiszem, hogy nem lehetett nála jobban senkit sem elképzelni ebben a szerepben. Az általam kitalált Longfellow Deeds-el ugyanis más nem tudott volna így azonosulni. Bob Riskin, miután megtudta, hogy ő lesz a főszereplő, már könnyebben írta meg azokat a párbeszédeket, amelyek Deedshez illettek, hiszen minden szájába adott szó őszintén hangzott. A mi Mr. Deedsünk ugyanis megtestesítette a megvesztegethetetlenséget, és tudtam, hogy ez a példakép nem más, mint Gary Cooper.”

Mindkét 1936-os filmjét (Desire, Váratlan örökség) áprilisban mutatták be, és egyaránt kasszasikert eredményeztek. Frank S. Nugent a The New York Timesban azt írta: Cooper bebizonyította, hogy „az egyik legjobb vígjátékszínész Hollywoodban”. Mr. Deeds szerepének megszemélyesítéséért a legjobb férfiszínész kategóriában jelölték az Oscar-díjra.

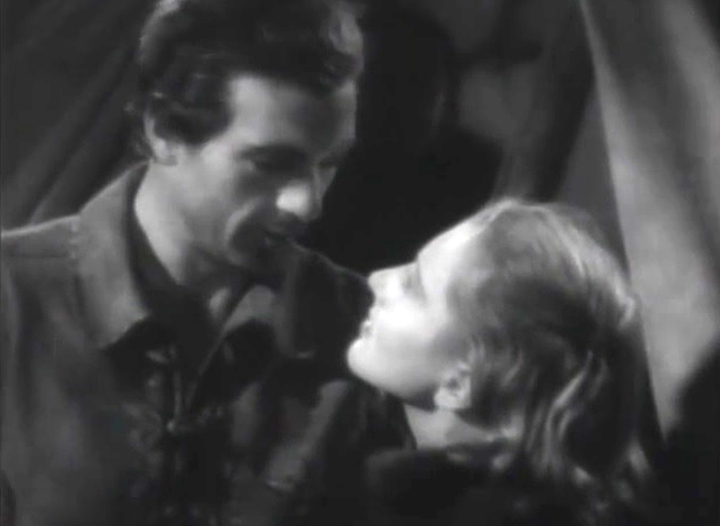
Cooper és Jean Arthur 1936-ban, Az igazi férfi című filmben

1936-ban is szerepelt két Paramount-filmben: a Lewis Milestone rendezte kalandfilmben Madeleine Carroll mellett és a The General Died at Dawnban. Itt egy szerencsevadászt játszik, aki Kínában a parasztoknak segít megvédeni magukat a kegyetlen hadúr elnyomásával szemben. A Clifford Odets drámaíró művéből készült film mind kritikai, mind kereskedelmi szempontból sikert ért el. Cecil B. DeMille másik rendezése Az igazi férfi, amely a rendező négy filmje közül az első volt. Cooper szerepe szerint a vadnyugati hőst, Wild Bill Hickokot alakítja egy a nyugati határszélen játszódó, kitalált történetben. A film még nagyobb kasszasikert hozott, mint az ezt megelőzőek. A sikerhez nagyban hozzájárult Jean Arthur élethű játéka is, melyben Calamity Jane-t, a vadnyugati hősnőt alakította. Ez volt egyben az első év, hogy Cooper felkerült a Motion Picture Herald által készített közvélemény-kutatásban az első tíz filmes személyiség közé, ahol az elkövetkező huszonhárom évben ott is tudott maradni.
Miközben 1936 végén a Paramount új szerződést készített elő, melyben heti 8000 dolláros fizetést ajánlott, Cooper aláírt Samuel Goldwynnek egy hat filmre szóló hatéves szerződést, amelyben filmenként 150 000 dolláros garantált juttatást ígért. A Paramount emiatt perre ment a Goldwyn és Cooper ellen, de a bíróság kimondta, hogy a Goldwynnal kötött szerződés elég időt hagyott a másik szerződés teljesítésére is. Mindkét stúdióval folytathatta tehát a filmek gyártását, és 1939-re az amerikai pénzügyminisztérium azt mutatta ki, hogy az államokban a legnagyobb, összegszerűen 482 819 dolláros bérjövedelemmel rendelkezett (ez 2015-ben egyenértékű 8 185 977 dollárral, vagyis kb. 2,3 milliárd forinttal).
Ellentétben az előző évekkel, 1937-ben egyetlen filmben tűnt fel: Henry Hathaway kalandfilmjében, a Souls at Sea-ben. Kritikusok szerint és a pénzügyi eredményt tekintve is kudarc volt a produkció. Cooper úgy magyarázta a bizonyítványt „a majdnem filmről”, hogy „Majdnem izgalmasra és majdnem érdekesre sikerült, és én is majdnem jó voltam”. 1938-ban Archie Mayo életrajzi filmjében, a Marco Polo hihetetlen kalandjaiban kapta meg a főszerepet. Már a forgatás során is jelentkeztek hibák, és a forgatókönyv is gyengének mutatkozott. A film végül a Goldwyn történetének addigi legnagyobb bukását eredményezte, és 700 000 dolláros veszteséggel zárt. Ebben az időben több jelentős szerepet is visszautasított. Cooper volt David O. Selznick producer első számú kiszemeltje Rhett Butler szerepére az Elfújta a szélben, de visszautasította a felkérést, amit azzal indokolt, hogy „Az Elfújta a szél lesz a legnagyobb bukás Hollywood történetében. Örülök, hogy Clark Gable fogja vele megütni a bokáját, és nem én”.

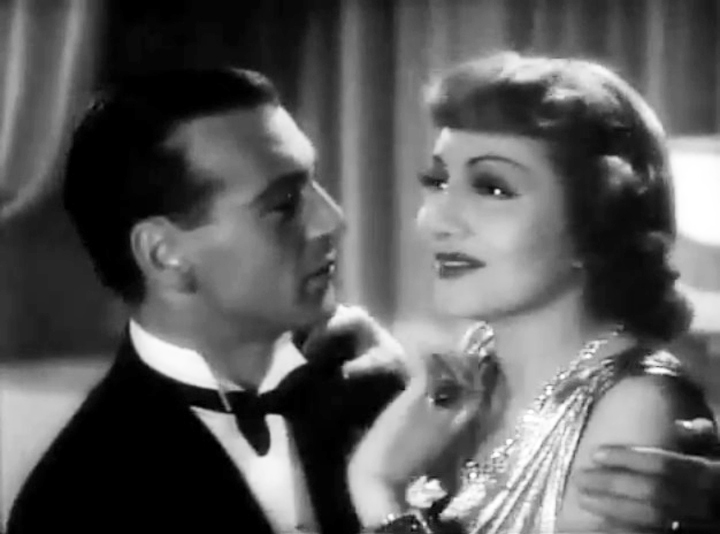
Cooper és Claudette Colbert 1938-ban, a Kékszakáll nyolcadik felesége című filmben

Claudette Colbert partnere volt 1938-ban a Paramountnál, ahol a kényelmesebb műfajhoz tért vissza Ernst Lubitsch romantikus vígjátékában, a Kékszakáll nyolcadik feleségében. A filmben egy gazdag amerikai üzletembert játszik, aki Franciaországban beleszeret egy elszegényedett arisztokrata család lányába, és meggyőzi őt, hogy legyen a nyolcadik felesége. A főszereplő páros őszinte játéka, Charles Brackett és Billy Wilder jól felépített forgatókönyve ellenére a nézők nem akarták elfogadni, hogy Cooper egy sekélyes szoknyavadász szerepében tetszeleg. Sok rajongója azt szerette volna látni, ha Mr. Deeds megint testet ölt. Az év őszén H. C. Potter romantikus vígjátékában, a Floridai kalandban szerepelt Merle Oberon mellett. Egyszerű, szerethető cowboyt játszott, aki beleszeretett egy keményen dolgozó cselédlánynak vélt gazdag lányba. Azonban három rendező és a jeles forgatókönyvírók erőfeszítései sem tudták megmenteni ezt a produkciót, amely pénzügyi szempontból ugyan felülmúlta az előzőeket, mégis az egymás utáni negyedik sikertelen filmje lett.
Az elkövetkező két évben Cooper jobban megválogatta a szerepeit, és négy sikeres, nagyszabású kaland- és westernfilmben szerepelt. William A. Wellman kalandfilmjében, a Kék csillagban három vakmerő angol testvér egyikét játszotta, akik a francia idegenlégióba álltak azért, hogy a Szaharában harcoljanak a helyi törzsek ellen. A filmet ugyanazon a Mojave-sivatagban található helyen forgatták, mint az eredeti 1926-os változatát Ronald Colmannal a főszerepben. A film egzotikus beállításokat, jó hangulatú felvételeket, fordulatos cselekményt és személyre szabott szerepet hozott Coopernek. Ezzel a munkájával egyben az utolsó Paramountos szerződéses kötelezettségét is teljesítette. Henry Hathaway 1939-es, The Real Glory című filmjében katonaorvost alakított, aki egy kisebb amerikai tiszti csoporttal a Fülöp-szigetekre ment azért, hogy segítsék az ott élő keresztényeket a muzulmán radikálisok ellen. Sok filmkritikus dicsérte ezt a színészi alakítását, és Graham Greene egészen odáig ment, hogy azt mondta: „Soha nem játszott még jobban!”

#### Pályája csúcsán azEmber a láthatárontól azAkiért a harang szólig
1940-ben William Wyler az Ember a láthatáron című filmjével, amelyben Walter Brennan és Doris Davenport mellett szerepelt, visszatért a westernhez. Itt egy csellengő cowboyt játszott, aki megvédi a telepeseket egy korrupt bíróval szemben. Niven Busch forgatókönyvíró Cooper vadnyugati történelemhez kapcsolódó ismereteit is felhasználta a szövegkönyv elkészítésekor. A pozitív kritikai fogadtatásban részesült film nyereséget is termelt, valamint dicsérték a két főszereplő által nyújtott teljesítményt. Ugyanebben az évben játszotta első Technicolor eljárással készített kalandfilmjét, a Cecil B. DeMille rendezte Északnyugati csendőrség-et (North West Mounted Police). Ebben egy Texas Ranger rendőrt alakított, aki egy gonosztevő nyomában Nyugat-Kanadába megy, ahol a Kanadai Királyi Lovasrendőrséghez csatlakozva üldözi az illetőt, aki az északnyugati lázadás egyik vezetője. A kritikusok körében nem volt olyan népszerű, mint az ezt megelőzőek, de pozitív pénzügyi eredményt hozott, hiszen a hatodik legjövedelmezőbb film volt 1940-ben.

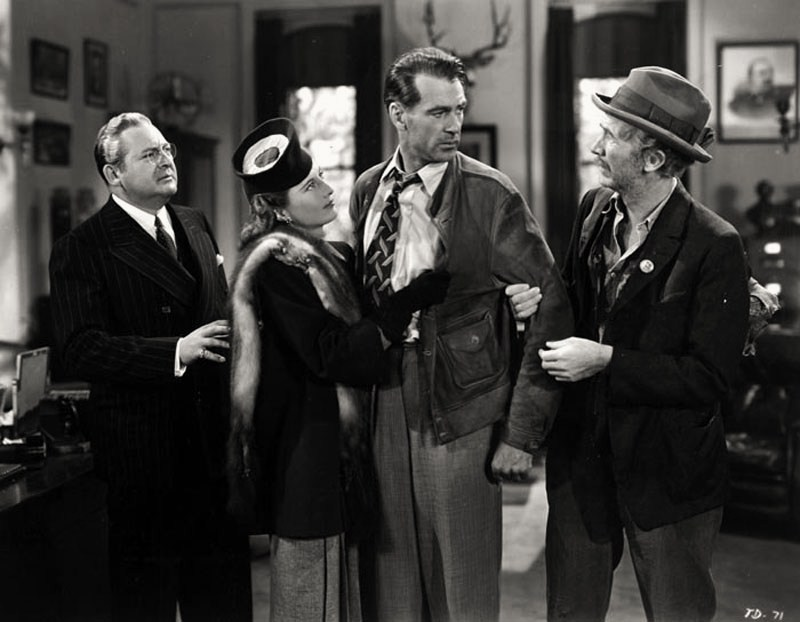
Edward Arnold, Barbara Stanwyck, Cooper és Walter Brennan 1941-ben, Az utca embere című vígjátékban

Az 1940-es évek eleje volt Cooper színészi pályájának a csúcsa. Viszonylag rövid idő alatt öt sikeres és népszerű filmet tudhatott maga mögött, melyekben legjelentősebb színészi alakításait mutathatta be a nézőknek. Még mielőtt Robert Riskin elkészítette volna a forgatókönyvet, Frank Capra már felajánlotta neki Az utca embere című film főszerepét. Barátja ajánlatát úgy fogadta el, hogy azt mondta neki: „Oké, Frank! Rendben van, nem kell a forgatókönyv”. A film története szerint Ann Mitchellt, a csinos újságírónőt kirúgás fenyegeti, mert a lap új vezetése szenzációkat akar. Ő kétségbeesésében kitalál egy sztorit: levelet jelentet meg egy munkanélküli nevében, aki közli, hogy a társadalmi igazságtalanságok és a korrupció elleni tiltakozásul öngyilkosságot fog elkövetni karácsonykor. Cooper a szerencsétlen, lecsúszott és szegény sorban tengődő baseball-dobójátékos (Long John Willoughby) szerepét játssza. Egyes kritikusok ezt tartják Capra legjobban sikerült filmjének. Az utca emberét mintegy nemzeti eseményként fogadták, Cooper az 1941. március 3-án megjelenő Time magazin címlapján szerepelt. Howard Barnes a színészi teljesítményéről azt írta a New York Herald Tribune tudósításban, hogy: „csodálatos és teljesen meggyőző előadás”, és dicsérte teljesen valósághű játékát. Bosley Crowther a The New York Timesban azt írta: Gary Cooper persze az utca embereként félénk, riadt és visszafogott, de ha felhergelik, akkor igazi tigrissé válik.

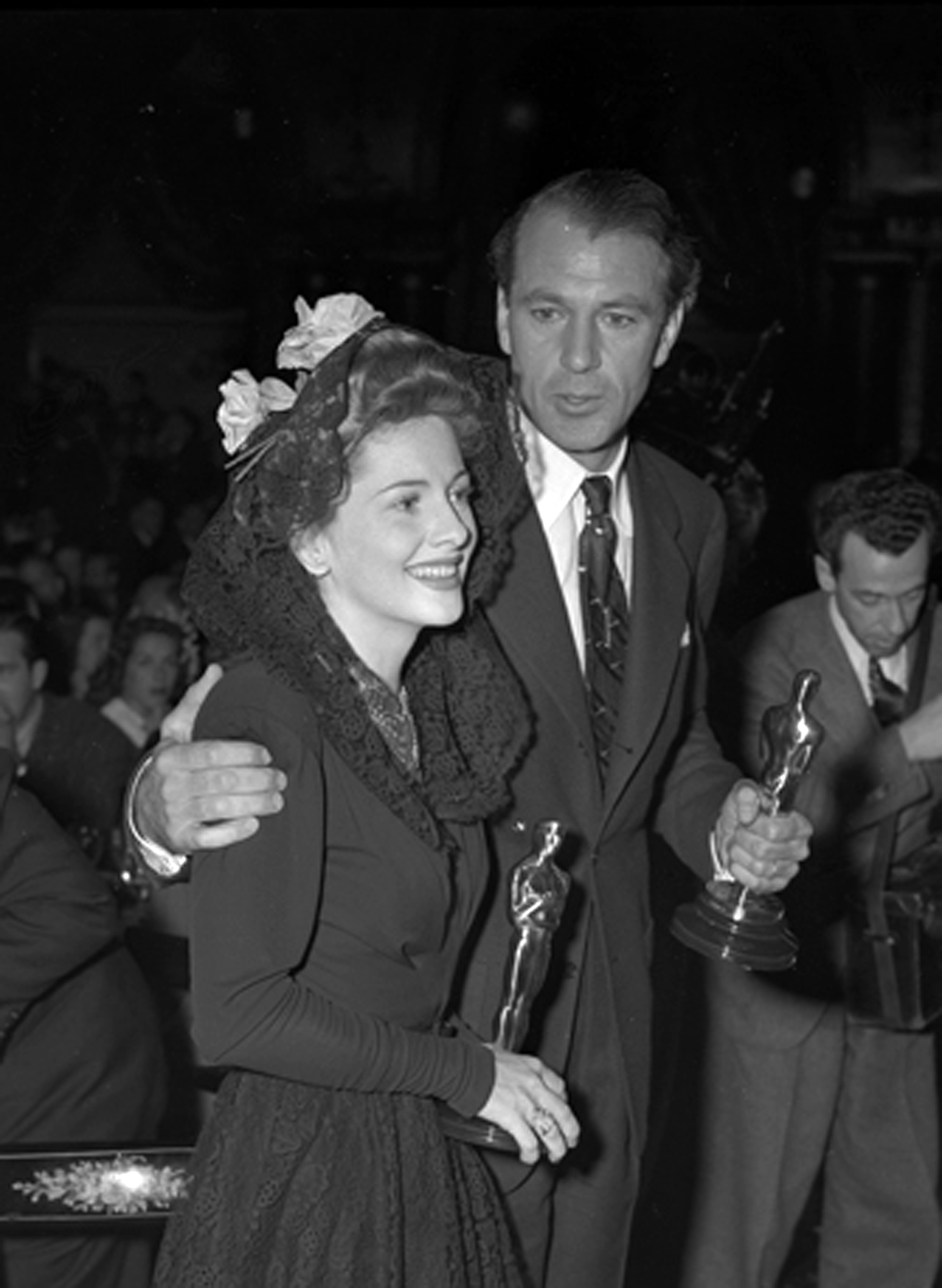
Joan Fontaine-nel az 1942-es Oscar-díj átadón

Ugyanebben az évben két filmet készített jó barátjával, Howard Hawks rendezővel. Az életrajzi ihletésű York őrmester (Sergeant York) című háborús filmben Alvin C. York őrmestert alakítja, aki egyike a legtöbbször kitüntetett első világháborús amerikai katonáknak. A film valahol Tennesseeben kezdődik, York vallási megtérésével, ottani áhítatos és kötelességtudó életével, majd bemutatja azokat a hősi cselekedeteit, amelyekkel a meuse-argonne-i támadáskor kiérdemelte a legmagasabb amerikai katonai kitüntetést, a Medal of Honort. Kezdetben a színész gondban volt, mert egy élő legendát kellett megszemélyesítenie, ezért elutazott hozzá Tennesseebe, hogy jobban megismerhesse őt. A két csendes természetű férfi már találkozásuk első percétől megértette egymást, és úgy gondolták, sok közös vonásuk van. Ezután már York bátorításával olyan teljesítményt nyújtott, hogy Howard Barnes (New York Herald Tribune) szerint „rendkívül meggyőző és sokoldalú”, és Archer Winston a New York Postban azt írta: „egyik legjobb alakítása”. A filmbemutató után Coopernek a hazaszeretet és a haza iránti hűség fokozása érdekében tett erőfeszítéseit elismerve a Veterans of Foreign Wars (Külföldön szolgált háborús veteránok szervezete) tiszteletbeli tagnak választotta Coopert. York is nagyra tartotta a színész teljesítményét, és támogatta a Warner Bros. reklámkampányát. A York őrmester igazi filmsiker lett, az év legnagyobb filmes bevételét eredményezte, és tizenegy Oscar-jelölést kapott. 1942-ben elnyerte a legjobb férfi főszereplőnek járó Oscar-díjat, és amikor azt átvette jó barátjától, James Stewarttól, ezt mondta: „Alvin York őrmester az, aki elnyerte ezt a díjat. Egy frászt! Ez volt az, amit már tizenhat éve vártam, és amiről álmodtam, hogy végre legyen már egy ilyenem. Ez minden amit most tudok mondani … Vicces, de álmomban mindig jobb beszédet mondtam”.

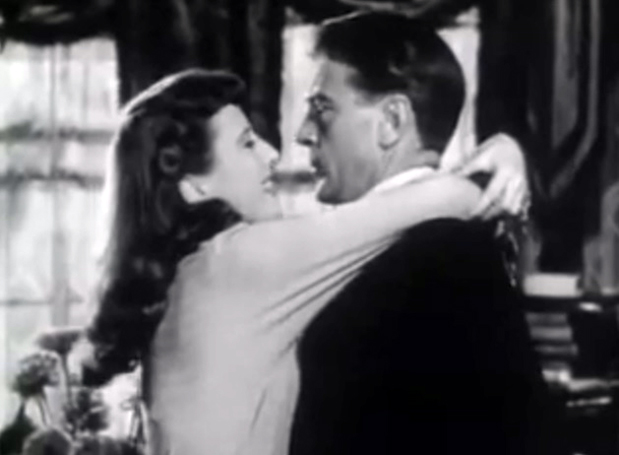
A Szőke szélvész című filmben (1941) Barbara Stanwyck megmutatja Coopernek, mi a „jum-jum”

Az évet a Goldwynnél zárta a Howard Hawks rendezte Szőke szélvész című romantikus komédiában, Barbara Stanwyck oldalán. Egy félszeg nyelvészprofesszort alakít, aki egy enciklopédiát készítő hétfős csoport vezetője. A szleng tanulmányozása közben találkozik a Stanwyck alakította Katherine O’Shea-vel, a Cukicicu névvel illetett kacér művésznővel, aki felkavarja az állóvizet a professzor életében. Charles Brackett és Billy Wilder forgatókönyvírók olyan teret adtak Coopernek, hogy komédiai tehetségének minden elemét megmutathatta. A New York Herald Tribune-ben Howard Barnes azt írta, hogy Coopert „nagy szakértelem és vidámság” jellemezte, és a színészi alakítása „teljesen magával ragadó”. Alacsony költségvetésű film volt, de mégis az év tíz legnagyobb bevételét hozó alkotása közé került. Cooper immáron negyedik egymást követő alakítása eredményezett komoly profitot, és mindegyik bekerült az év húsz legjobb filmje közé.
1942-ben mindössze egy filmben jelent meg, a Sam Wood rendezte életrajzi ihletésű A Yankee-k dicsőségében (The Pride of the Yankees), mely a Goldwyn szerződésben vállalt utolsó volt. Ebben a rekorder baseballsztár Lou Gehriget alakítja, aki a New York Yankees 2130 egymást követő játékában vett részt. Nem szívesen játszotta el ezt a szerepet, hiszen a hétszeres All-Star győztes az előző évben hunyt el amiotrófiás laterálszklerózisban, amit azóta róla „Lou Gehrig-kórnak” is neveznek. Az jelentette a nagy kihívást, hogy népszerű és országosan is ismert személyt kellett hitelesen alakítania úgy, hogy közben a baseballról sem tudott sokat, és ráadásul nem volt balkezes, mint Gehrig. Csak azután fogadta el a szerepet, hogy a játékos özvegye meglátogatta, és személyesen kérte arra, hogy ő jelenítse meg férjét a filmvásznon. A szerep szerint Gehrig életének húsz évét, a baseballkarrierjének első lépéseit, felemelkedését, boldog házasságát, küzdelmét a betegséggel, majd a Yankee Stadionban 62 000 néző előtt, 1939. július 4-én tartott beszédét kellett eljátszania. Cooper a szerep kedvéért hamar megtanult úgy mozogni, mint egy baseballjátékos, és az ütéstechnikát is gyakorolta. A jobb-balkezesség kérdését úgy oldották meg, hogy a felvételeknél alkalmazott egyes ütőfogások bemutatására reverzeljárást alkalmaztak. A film nagy sikert aratott, és egyike volt az év első tíz filmjének, valamint tizenegy Oscar-jelölést kapott, és a legjobb férfiszínész kategóriában Cooper már harmadik jelölését is megkapta.

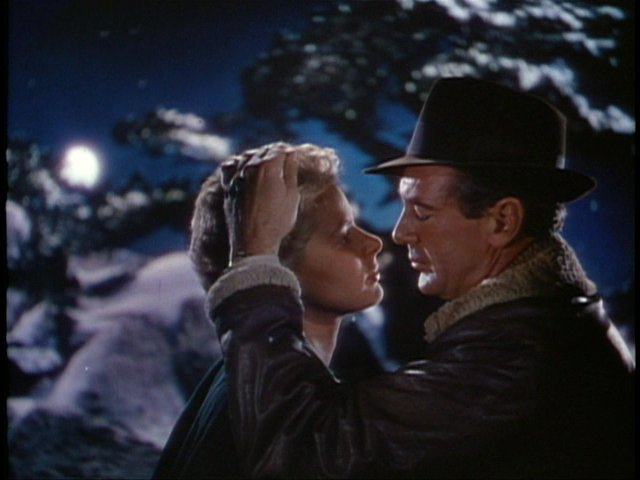
Ingrid Bergman és Cooper 1943-ban, az Akiért a harang szól című romantikus drámában

Nem sokkal Ernest Hemingway az Akiért a harang szól című regényének megjelenése után a Paramount 150 000 dollárt fizetett a megfilmesítés jogáért, kifejezetten azzal a szándékkal, hogy a főszerepet Cooper fogja alakítani. A történet főhőse Robert Jordan amerikai robbantási szakértő, aki a köztársaságpártiak oldalán harcol a spanyol polgárháborúban. Az eredeti rendező Cecil B. DeMille lett volna, de aztán mégis Sam Wood kapta a feladatot, ő pedig Dudley Nicholst hozta forgatókönyvírónak. 1942 vége felé kezdték meg a forgatást a Sierra Nevadában, ám újabb változás történt, mert Vera Zorina balerina helyett Ingrid Bergman lett a női főszereplő, akit Cooper és Hemingway is támogatott. A szerelmi jelenetek Bergman és Cooper között szenvedélyesre és elbűvölőre sikerültek. Howard Barnes a New York Herald Tribune-ban azt írta, hogy „mindkét színész igazi nagyság és teljes joggal csillagok”. Azt viszont le lehet szögezni, hogy a film más irányba vitte el a regény valódi politikai jellegét és témáját. Az Akiért a harang szól filmfeldolgozása azonban minden téren sikeres volt és begyűjtött tíz Oscar-jelölést, köztük a legjobb film és férfi főszereplő kategóriát is, amely Cooper negyedik jelölése volt.

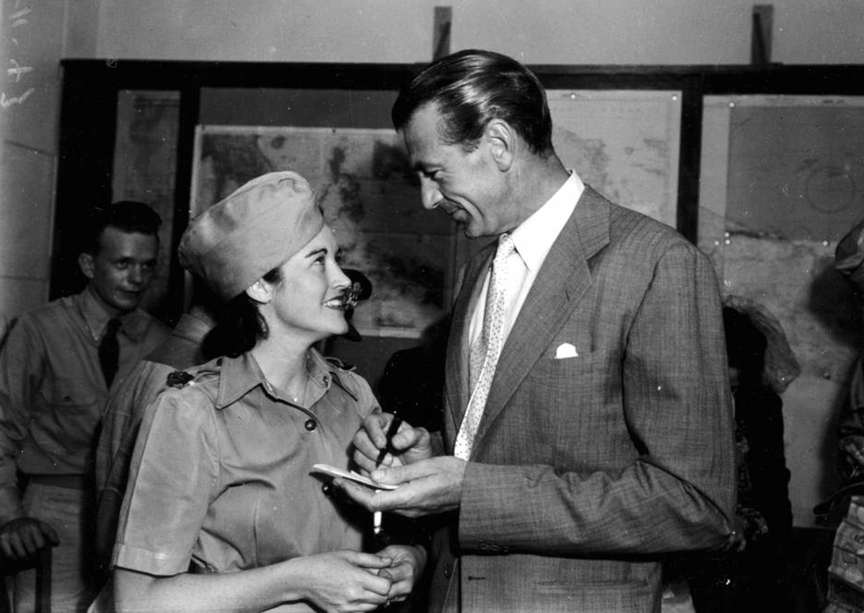
1943 novemberében Cooper autogramot ad Brisbane-ben egy ott szolgáló katona hölgynek

A második világháborúban Gary Cooper kora és egészségi állapota miatt sem szolgálhatott az amerikai hadseregben, de hasonlóan több színésztársához, a háborús felkészülést támogatta, és részt vállalt a katonák szórakoztatásában. 1943 júniusában meglátogatta San Diegóban a katonai kórházat, és gyakran szolgálta fel az ételt a Hollywood Canteenban. 1943 végén 37 000 kilométeres turnét bonyolított le a csendes-óceáni háború hadszínterén Una Merkel és Phyllis Brooks színésznőkkel és Andy Arcari harmonikással együtt. Az utat B–24 Liberator nehézbombázó repülőgép fedélzetén tették meg. A csoport turnézott a Cook-szigetek, a Fidzsi-szigetek, Új-Kaledónia, Queensland, Brisbane – itt Douglas MacArthur elmesélte Coopernek, hogy a japán támadás megindításakor Manilában a színházban éppen a York őrmestert nézték – Új-Guinea, Jayapura és a Salamon-szigetek környékén. A csoport tagjai gyakran ugyanolyan gyatra körülmények közé kerültek, mint a katonák, és ugyanazt a hideg élelmezési csomagot (K-ration) fogyasztották. Az út során találkozott a szolgálatban lévőkkel, meglátogatott katonai kórházakat, bemutatta vonzó kollégáit és részt vett alkalmi fellépéseken. Bemutatójuk például tartalmazta Cooper Lou Gehrig szerepében elmondott búcsúbeszédét. Amikor visszatért az Amerikai Egyesült Államokba, további katonai kórházakban is tiszteletét tette. Erre az időszakra később úgy emlékezett, mint ami életének legnagyobb érzelmi tapasztalatát hozta.

### Érett szerepei 1944-től 1952-ig

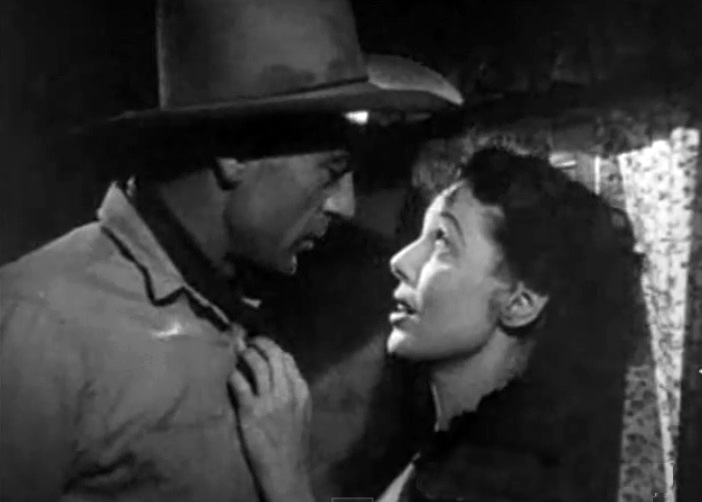
Cooper és Loretta Young 1945-ben, az És akkor jött Jones című westernvígjátékban

1944-ben szerepelt a Cecil B. DeMille rendezte háborús kalandfilmben, a The Story of Dr. Wassellben Laraine Day-jel, ez volt a rendezővel a harmadik közös filmjük. Corydon M. Wassell amerikai orvos és misszionárius szerepét alakította, aki egy csoport sebesült tengerészt Jáva dzsungelén keresztül biztonságos helyre menekít. Annak ellenére, hogy a szakmai körök nem dicsérték, a Dr. Wassell egyike volt az év csúcsbevételt hozó filmjeinek. A Goldwynnal és a Paramounttal kötött szerződéseit ezzel teljesítette, és úgy döntött, a továbbiakban független lesz. Leo Spitz, William Goetz és Nunnally Johnson társaságában saját produkciós vállalkozást indított el International Pictures néven. Az induló stúdió szárnybontása Sam Wood romantikus vígjátéka, a Casanova Brown volt, melyben Cooper partnere Teresa Wright volt. Ez egy olyan emberről szól, aki megtudja, hogy válófélben levő felesége babát vár tőle, miközben éppen elvenni készül egy másik nőt. A film kedvezőtlen kritikai fogadtatásban részesült, a New York Daily News szerint „bűbájos szamárság”, míg Bosley Crowther a The New York Timesban azt írta, hogy „nevetséges bohóckodás”. A film alig hozott nyereséget. 1945-ben az International elkészítette Stuart Heisler westernvígjátékát, az És akkor jött Jonest (Along Came Jones), melyben a női főszerepet Loretta Young kapta. Ez az eddigi hősszerepeinek könnyed paródiája, amelyben Cooper egy nevetséges és ostoba cowboy, Melody Jones szerepében tűnik fel, akit összetévesztenek egy gátlástalan gyilkossal. A közönség azonban megszerette a filmet, nagy kasszasikert eredményezett, és bizonyította, hogy Cooper még mindig elengedhetetlenül fontos a nézők számára. Ez volt rövid története során az International Pictures legnagyobb pénzügyi sikere, mivel a vállalkozást 1946-ban eladták az Universal Studiosnak.

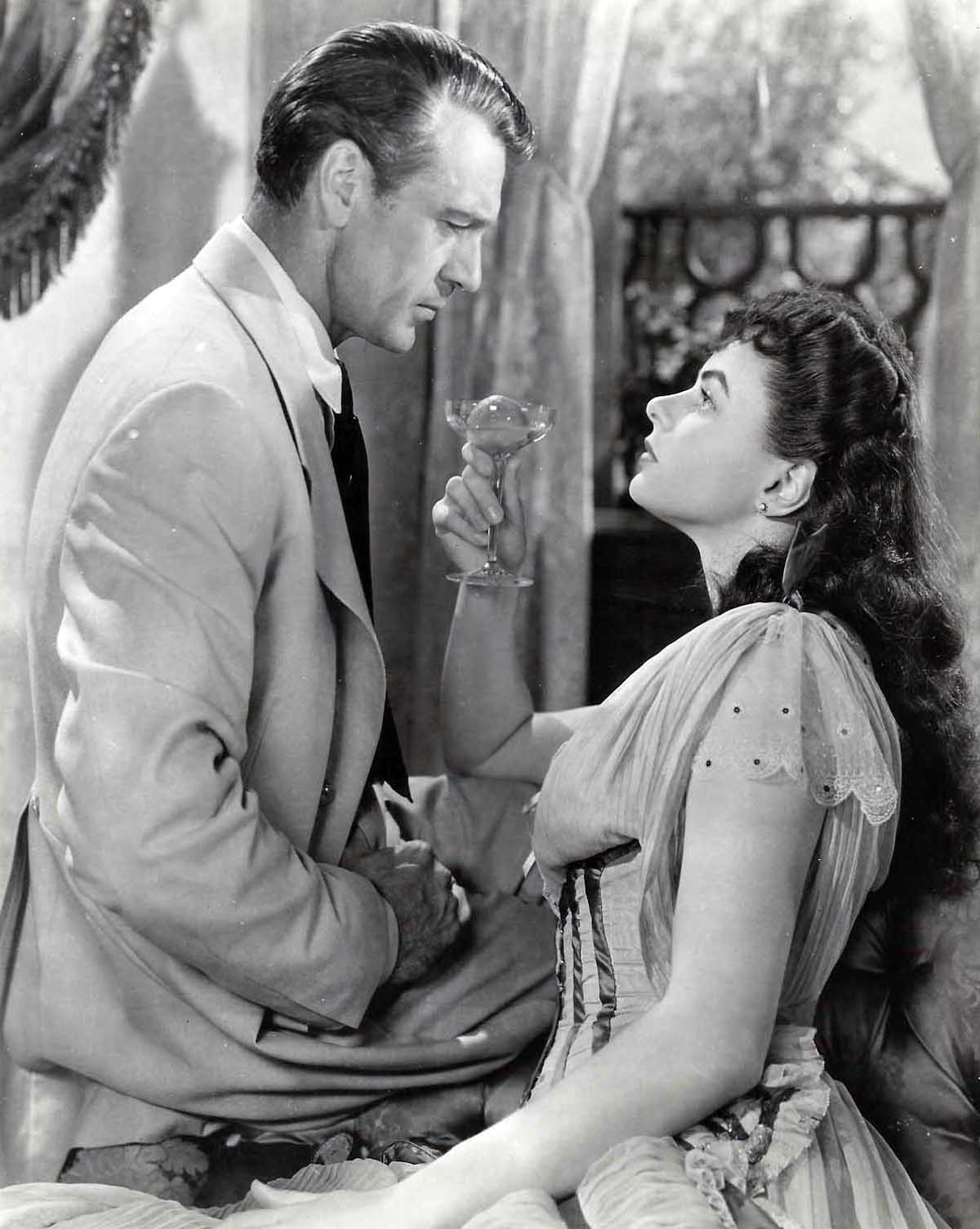
Cooper és Ingrid Bergman 1945-ben, a Saratoga Trunk című filmben

A háború utáni években az amerikai társadalom átalakult, és Cooper karrierje is más irányt vett. Bár még szerepelt hagyományos hősszerepekben, a filmjeiben azonban már háttérbe szorult személyes hősiessége, helyette egyre inkább a történet és az egzotikus beállítások kaptak nagyobb hangsúlyt. 1945 novemberében bemutatták a Sam Wood 19. századi drámájából készített Saratoga Trunk című filmet, melyben Ingrid Bergmannal játszott együtt. Egy texasi cowboyt alakított, aki egy vonzó hozományvadásszal kerül kapcsolatba. Az 1943 elején készített film bemutatása közel két évet késett a háborús filmek iránti kereslet miatt. A szakma nem értékelte nagyra, de ennek ellenére is jól kerestek vele a készítők, hiszen a Paramount stúdiónak ebben az évben ez a film hozta a legtöbb bevételt. Egyetlen 1946-os filmje Fritz Lang romantikus thrillerje, a Köpeny és tőr (Cloak and Dagger) volt, melyben egy előkelő modorú fizikaprofesszort alakított, akit beszervezett az OSS titkosszolgálat, hogy a háború utolsó éveiben a német atombombaprogramot tanulmányozza. A történet némileg hasonlít Robert Oppenheimer fizikus második világháborús szerepére. Cooper nehézkes volt, és nem tudta jól megjeleníteni a szereplő lelkivilágát. Teljesítményét a filmszakma sem értékelte nagyra, és csak veszteséget termelt a film. 1947-ben jelent meg Paulette Goddard női főszereplésével Cecil B. DeMille epikus kalandfilmje, A legyőzhetetlen (Unconquered). A 18. században játszódó történetben Cooper egy nyugati határon szolgáló polgárőrt alakított, aki megvédi a telepeseket a gátlástalan fegyverkereskedőktől és az ellenséges indiánoktól. A film vegyes kritikát kapott, de James Agee, aki jó ideig DeMille kritikusa volt, megállapította, hogy a film a korszak hiteles hangulatát mutatta be. A DeMille-lel készített utolsó négy filmje közül ez volt a legjövedelmezőbb, és a profit rá eső százaléka után Cooper több mint 300 000 dollárt keresett. Ezt a jövedelmezőséget az elkövetkező öt évben nem tudta elérni.

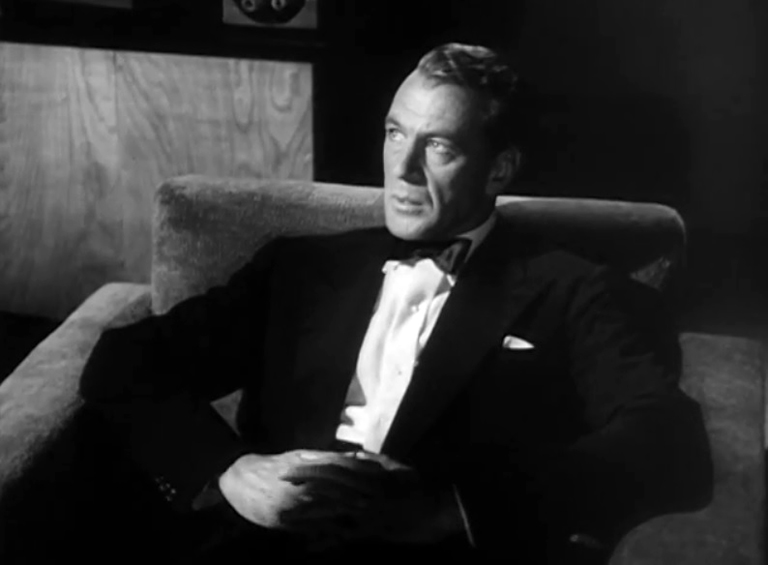
Cooper 1949-ben, a Forrás című filmben

1948-ban játszott Leo McCarey romantikus vígjátékában, a Good Samben. Cooper, mivel eladta filmes vállalatát a Universalnak, hosszú távra szerződést tudott kötni a Warner Bros. filmstúdióval. Az egyezség szerint a forgatókönyvet és a rendezőt is ő fogadta el, és filmenkénti 295 000 dolláros garantált összeg ütötte a markát. Az így készített első munka King Vidor drámája, a Forrás (Fountainhead), amelyben partnerei Patricia Neal és Raymond Massey voltak. A filmben egy idealista és megalkuvást nem ismerő építészt alakít, aki azért küzd, hogy megőrizze becsületességét és önállóságát a társadalmi nyomással szemben, miközben persze meg akar felelni a nagyközönség elvárásainak is. A film Ayn Rand regénye alapján készült, és ő írta a forgatókönyvet is, amely az író által képviselt objektivista filozófiai irányzatot követi, ezért szembehelyezkedik az önzetlenséggel és a kollektivizmussal, az önzést és a individualizmust támogatva. A legtöbb szakmai vélemény szerint nem illett Coopernek ez a szerep. A The New York Timesban Bosley Crowther azt írta, hogy arra a következtetésre jutott: „Mr. Deeds olyan volt, mint egy partra vetett hal”. Visszatért azonban önmagához Delmer Daves háborús drámájában, az 1949-ben készített A különítményben (Task Force). Ebben nyugállományba készülő admirálist alakított, aki visszaemlékezik hosszú katonai pályafutására, amelyben haditengerészeti pilótaként részt vett a repülőgép-hordozó anyahajók fejlesztésében. Az amerikai haditengerészet Technicolor filmhíradói által hitelesebbé tett film Cooper egyik legnépszerűbb színészi alakítását eredményezte ebben az időszakában. Az elkövetkező két évben négy gyengébbre értékelt filmet készített. Ezek: az Oscar-díjas magyar származású filmrendező, Kertész Mihály drámája, a Bright Leaf (1950), Stuart Heisler westernmelodrámája, a Dallas (1950), Henry Hathaway háborús komédiája, a You're in the Navy Now (1951) és Raoul Walsh akciós westernje, a Távoli dobok (Distant Drums) (1951).

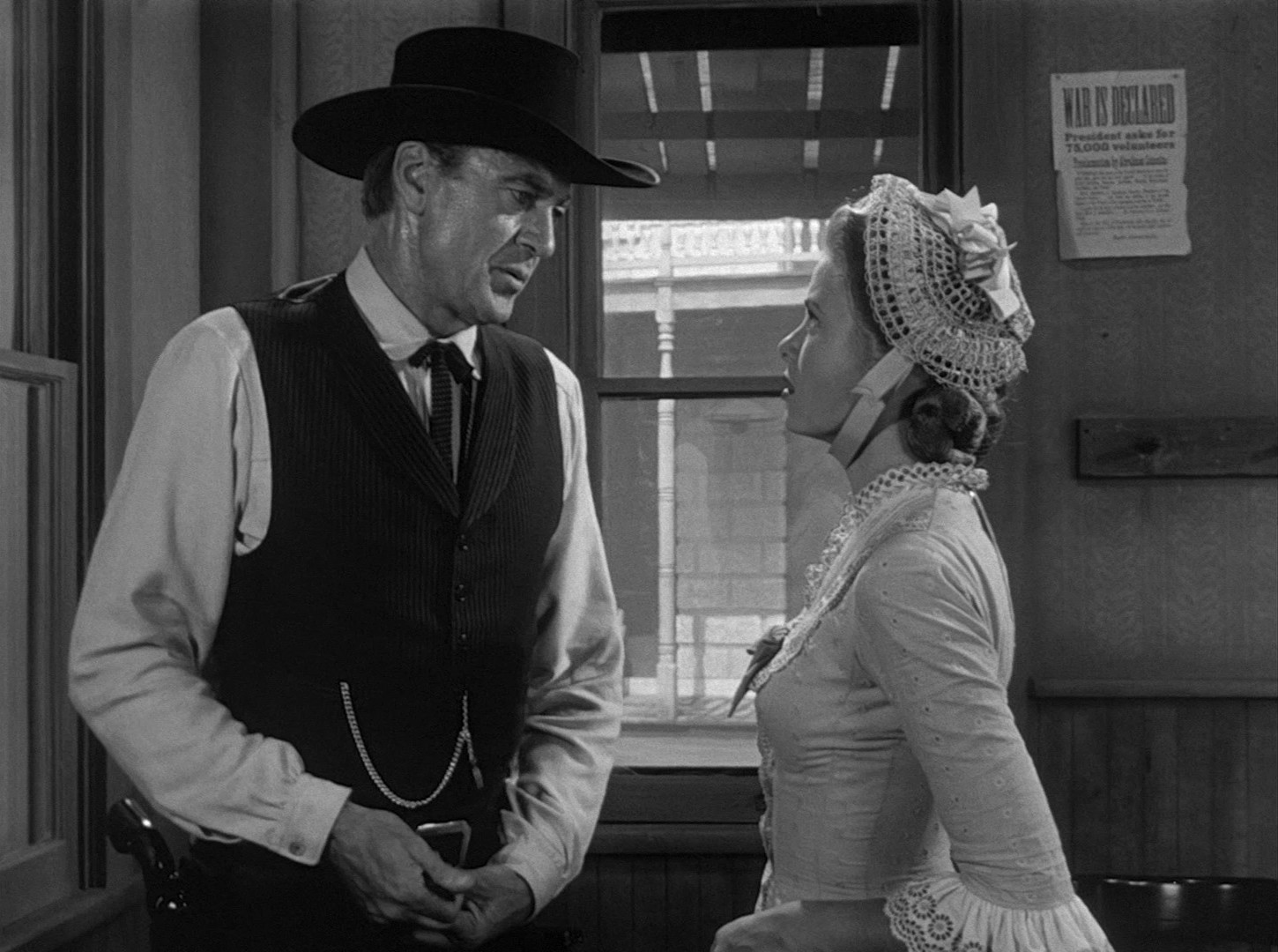
Cooper és Grace Kelly 1952-ben, a Délidőben

A háború utáni időszakának talán a legfontosabb filmje Fred Zinnemann westerndrámája, a Délidő (High Noon), melyben Grace Kelly a hölgypartnere, és a United Artists filmstúdióban készült. Ebben Will Kane nyugállományba helyezés előtt álló rendőrbírót játssza, aki éppen nászútra készül, amikor tudomására jut, hogy egy gonosztevő, akit ő kergetett el, három csatlósával együtt visszatér, hogy bosszút álljon. A rémült városlakók nem tudják segíteni, és fiatal menyasszonya is elhagyja, de Kane nem hátrál meg, és egyedül néz szembe a gonosztevőkkel. A forgatás alatt rossz egészségi állapotban volt, mert gyomorfekély gyötörte. Feldúlt arca és egyes jelenetek során mutatkozó feszélyezettsége Hector Arce szerint azt mutatta, mintha önbizalomhiányban szenvedne, de ez a filmben mutatott teljesítményét csak fokozta. A Délidőt a szakma lelkesen üdvözölte. A Time magazin egyenesen a kategória legjobbjai, a Hatosfogat (Stagecoach) és A pisztolyhős (Gunfighter) közé sorolta. Bosley Crowther a The New York Timesban azt írta, hogy „csúcson volt az alakítása”. John McCarten a The New Yorkerben arról tudósított, hogy Cooper még soha nem volt ennyire hatásos. A film az Egyesült Államokban 3,75 millió, míg világszerte további 18 millió dollár bevételt eredményezett. Barátja, James Stewart példáját követte, és alacsonyabb fizetésért vállalta a filmet, de a profitból százalékos részesedést kért, mely alapján végül 600 000 dollárra tett szert. Cooper alakítása meghozta számára a második Oscar-díjat. 1952-ben feltűnt még a Warner Bros. filmstúdióban Tóth Endre magyar rendező rendezte amerikai polgárháborús drámában, a Springfield Rifle-ben, de ez a film a nyomába sem léphetett nagy sikerű elődjének.

### Késői filmjei 1953 és 1961 között
1953-ban négy filmet készített az Amerikai Egyesült Államokon kívül. Mark Robson Visszatérés a Paradicsomba (Return to Paradise) című drámájában egy amerikai vándor szerepét játszotta, aki Polinéziában megszabadítja a lakosokat egy eltévelyedett lelkész hatalma alól. A Szamoán töltött három hónap alatt gyenge egészségi állapota ellenére megadással tűrte a spártai életkörülményeket és az akár hosszú órákon át tartó forgatásokat is. A film a pazar operatőri munka ellenére sem kapott túl jó kritikát. Következő három filmjét Mexikóban forgatta. Hugo Fregonese akciódús kalandfilmjében, a Kifulladt vadban (Blowing Wild, 1953) Barbara Stanwyck mellett egy olajkutatót alakított, aki piszkos ügyekbe keveredik az olajvállalat vezetőjével és annak gátlástalan feleségével, akivel korábban már viszonya volt. 1954-ben megjelent Henry Hathaway westerndrámája, A bűn kertje (Garden of Evil), melyben a női főszereplő Susan Hayward. A történet szerint felbérelnek három szerencsevadászt azért, hogy megmentsék az asszony férjét. Ugyanebben az évben szerepelt Burt Lancasterrel együtt Robert Aldrich westernjében, a Vera Cruzban. A filmben amerikai kalandort játszott, akit I. Miksa mexikói császár felfogad, hogy kísérjen el egy hercegnőt a polgárháború sújtotta területen át Vera Cruzba. Ezeket a filmeket a szakma nem értékelte túlságosan, de azért szép jövedelmet hoztak, a Vera Cruzon például 1,4 millió dollárt keresett Cooper.

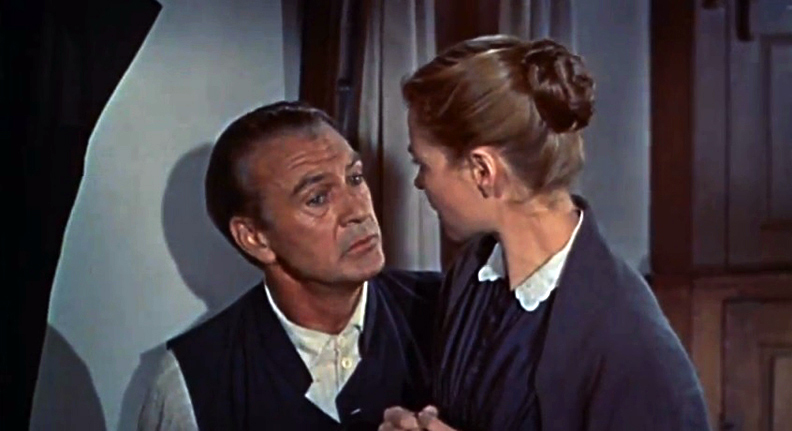
Cooper és Dorothy McGuire 1956-ban, a Szemben az erőszakkal című filmben

Ebben az időszakban rendszeresen egészségügyi problémákkal küzdött. Folyamatosan orvosi kezelés alatt állt a gyomorfekélye miatt, és súlyos sérülést is szerzett a Kifulladt vad forgatása alatt, amikor egy robbantáskor felrepülő fémdarab találta el a vállát. A Vera Cruz forgatásakor lovasbalesetben újra megsérült a dereka, és égési sérülést szenvedett, amikor Lancaster túl közel sütötte el a puskáját, és a vaktöltény tüze átégette a ruházatát. 1955-ben mutatták be Otto Preminger életrajzi ihletésű háborús drámáját, a Billy Mitchell haditörvényszékét (The Court-Martial of Billy Mitchell). Billy Mitchell az első világháborúban szolgáló amerikai tábornok (az amerikai légierő atyja), aki meggyőzni próbálta a kormányzati tisztviselőket a légierő fontosságáról, majd később hadbíróság elé állították, mert kritizálta a hadügyminisztériumot a légi balesetek miatt. Egyes kritikusok szerint nem a megfelelő szerepet játszotta, és kedvetlen és hallgatag játéka nem adta vissza Mitchell dinamikus és csipkelődő személyiségét. 1956-ban hatékonyabb játékkal William Wyler polgárháborús drámájában, a Szemben az erőszakkalban (Friendly Persuasion) egy békés indianai kvékert alakított, partnere Dorothy McGuire volt. Hasonlóan a York őrmesterhez és a Délidőhöz, a film olyan témakört dolgozott fel, amelyben a vallásos pacifizmus és az állampolgári kötelezettség közötti ellentmondás okozza a konfliktust. Alakításáért a legjobb férfi filmszínész kategóriában Golden Globe-díjra jelölték. A film összesen hat Oscar-jelölést kapott, és az 1957-es cannes-i filmfesztiválon elnyerte az Arany Pálmát, valamint nem mellesleg nyolcmillió dolláros bevételt is hozott.

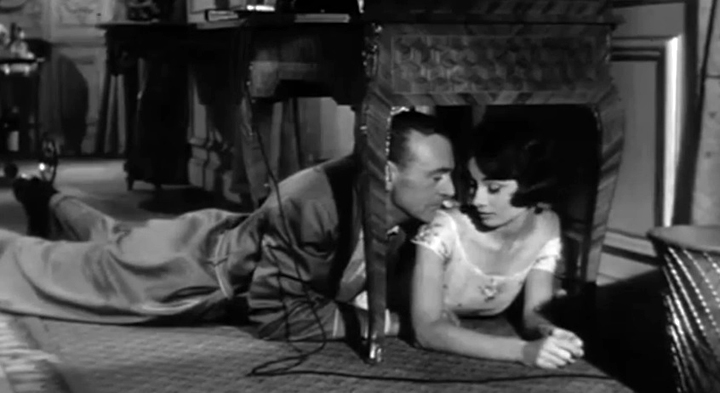
Cooper és Audrey Hepburn 1957-ben, a Délutáni szerelem című filmben

1956-ban Franciaországba utazott, hogy Billy Wilder romantikus vígjátékában, a Délutáni szerelemben (Love in the Afternoon) Audrey Hepburn és Maurice Chevalier mellett szerepeljen. Cooper egy középkorú amerikai szoknyapecért játszott, aki Párizsban egy nála jóval fiatalabb nőt üldöz, majd beleszeret. Annak ellenére, hogy jó szakmai véleményeket is kapott, például Bosley Crowther dicsérte az elragadó előadásmódot, a többség mégis arra az álláspontra helyezkedett, hogy Cooper öreg már az ilyen szerepekhez. A közönség sem fogadta kitörő lelkesedéssel, hogy a filmvásznon kialakult hősi imázsát egy olyan szerepben homályosítja el, ahol öregedő kicsapongó képében próbál elcsábítani egy fiatal ártatlan lányt. Mindezek ellenére a film jelentős hasznot hozott a készítőinek. A következő évben szerepelt Philip Dunne John O'Hara novellája alapján készült romantikus drámájában, a Ten North Frederickben. Ebben egy ügyvédet alakított, akinek az élete tönkrement egy politikus ármánykodása és lányának a szobatársával szövődött szerelmi kapcsolata miatt. Jeffrey Meyers szerint teljesítménye meggyőző volt, és a gyötrődés is látszott rajta, de ez nem volt elég ahhoz, hogy megmentse a Bosley Crowther által szerencsétlen filmnek nevezett produkciót.

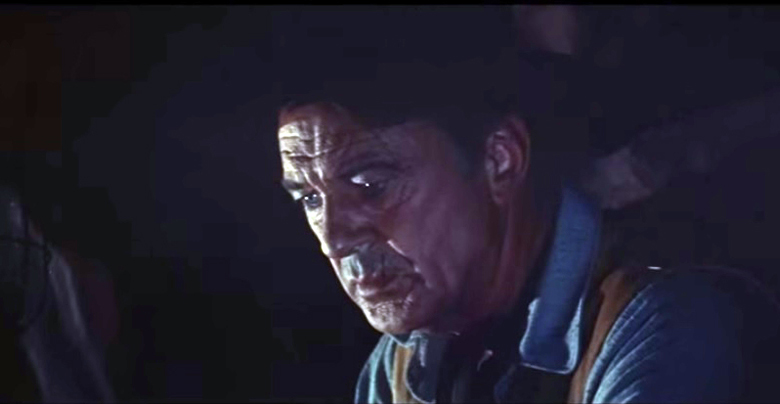
Cooper 1958-ban, A vadnyugati emberben

Továbbra is folytatta az akciófilmek gyártását annak ellenére, hogy folyamatosan egészségi gondokkal küszködött, és többször műtötték a gyomorfekélye és sérve miatt. 1958-ban szerepelt az Anthony Mann rendezte A vadnyugati ember című westerndrámában, partnerei Julie London és Lee J. Cobb. Egy jó útra tért korábbi gonosztevőt és rablógyilkost alakított, aki kénytelen szembenézni a múltjával, amikor korábbi bandatagjai megtámadják a vonatot, amellyel utazik. A filmet egyébként a benne lévő düh, szexuális erőszak és szadizmus miatt nevezik Cooper legbetegesebb westernfilmjének is. Életrajzírója, Jeffrey Meyers szerint Cooper, aki magánéletében is erkölcsi konfliktusokkal küzdött, „megértette a becsületét megőrizni igyekvő egyén gyötrelmeit … és hitelesen eljátszotta a kísértések által gyötört, de alapvetően tisztességes ember szerepét”. Noha a korabeli kritikusok alapvetően mellőzték, a jelenkori kutatók nagyra értékelik, és ezt tekintik színészi pályafutása utolsó nagy filmjének.
Miután a Warner Bros-szal kötött szerződését teljesítette, megalakította saját produkciós vállalkozását Baroda Productions néven, és 1959-ben készíttetett három nem szokványos filmet a megváltásról. Delmer Daves westerndrámájában, Az akasztófában (The Hanging Tree) Cooper orvost játszik, aki megment egy aranyásót a lincseléstől, majd sötét múltját próbálja kihasználni. Erős és meggyőző színészi játékot mutatott egy érzelmileg sérült férfi szerepében, aki szeret mások felett uralkodni, ám megváltozik, amikor szerelmes lesz. Robert Rossen A gyávák bátorsága című történelmi kalandfilmjében (They Came to Cordura, Rita Hayworth a női főszereplő) egy katonatisztet alakított. Szerepe szerint gyávaságban találják vétkesnek, és büntetésből mintegy megaláztatásként rábízzák, tegyen javaslatot arra, hogy az 1916-os Pancho Villa expedícióban részt vett katonák közül ki érdemli ki a Medal of Honort. Szinte csak pozitív kritikákat kapott, de megjelentek olyan vélemények is, amelyek szerint túl öreg volt már ehhez a szerephez. Michael Anderson kalandfilmjében, A Mary Deare katasztrófájában (The Wreck of the Mary Deare) Charlton Heston mellett egy kegyvesztett kereskedelmi hajóstisztet alakít, aki süllyedő hajója fedélzetén marad, hogy bizonyítsa a szándékos elsüllyesztést, és megmentse saját becsületét. Akárcsak az előző kettő, ez a filmje is fizikailag megterhelő volt, hiszen képzett búvárként a legtöbb víz alatti felvétel során kaszkadőr nélkül játszott. Jeffrey Meyers szerint mindhárom alakításában megfigyelhető, hogy olyan szerepeket játszott, ahol elvesztette a hitelességét és a megváltásra vágyakozott. Joseph Conrad Lord Jim című regényében ezt úgy nevezte: megpróbált küzdeni azért, hogy megmentse a pusztulástól azokat az eszményeit, amelyek az erkölcsi önazonosságát voltak hivatottak biztosítani.
Utolsó filmjét, a The Naked Edge című brit thrillert, 1961-ben, halála évében forgatta. Szintén abban az évben színészi pályafutását életműdíjjal ismerték el. Mivel a díjátadásra betegsége miatt nem tudott elmenni, barátja, James Stewart vette át nevében az Oscar-szobrot.

## Magánélete

### Házassága és családja

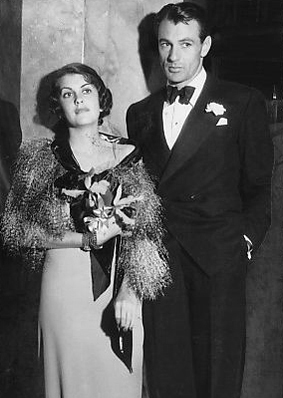
Veronica Balfe és Cooper 1933 novemberében

1933-ban vette feleségül Veronica Balfe színésznőt, akinek legemlékezetesebb szerepe a King Kongban volt, ahol azt a lányt alakította, akit az óriásmajom elhajít. Leendő feleségét húszéves korában, 1933-ban húsvét vasárnapján mint első bálozót ismerte meg. A rendezvényt egyébként Veronica nagybátyja, Cedric Gibbons szervezte. Felesége a Park Avenue-n nőtt fel és lányiskolába járt, családja és barátai Rockynak nevezték. Nevelőapja, Paul Shields nagy gazdasági befolyással rendelkező Wall Street-i mágnás, akinek a Park Avenue-i házában 1933. december 15-én, minden nagyobb felhajtás nélkül kötöttek házasságot. Cooper barátai szerint a házasság jót tett neki, korábbi meggondolatlansága tovatűnt, és élete jó kezekbe került. Rockyval sportos életet éltek, együtt lovagoltak, síeltek és lövészetekre jártak. A társadalmi életbe is jobban bekapcsolódhatott, és feleségének köszönhetően magasabb körökbe is bejáratos lett. Házasságuk alatt Los Angelesben több helyen laktak. 1933 és 1936 között Encino, 1936 és 1953 között Brentwood, majd 1954 és 1961 között Holmby Hills volt az otthonuk. 1954 és 1961 között Coloradóban, Aspenben építettek egy nyaralót is.
A házasságból 1937. szeptember 15-én született egyetlen gyermekük, Maria Veronica. Mindent figyelembe véve Cooper gondoskodó és szeretetteljes apa volt. Mariát megtanította kerékpározni, teniszezni, síelni és lovagolni is. A szülei életének részeseként részt vett az utazásaikon, és rendre szerepelt velük közös fotókon. Valószínűleg apjától örökölte képzőművészeti érdeklődését és rajztehetségét. A család együtt nyaralt Sun Valley-ban (Idaho), Rocky szüleinek vidéki házában Southamptonban (New York), és gyakran utaztak Európába is. A pár külön élt egy ideig, miután 1951. május 16-án Cooper elköltözött otthonról. Több mint két év után 1953 novemberében költözött csak vissza és rendeződött kapcsolata lányával, majd hivatalosan 1954 februárjában kibékült a feleségével is.

### Szerelmi kapcsolatai
Házassága előtt már egy sor neves színésznővel keveredett szerelmi kapcsolatba. Clara Bow kezdte a sort 1927-ben, aki segítette karrierjét és az első főszerephez jutását a Children of Divorce-ban. Bow szintén közrejátszott abban, hogy a Szárnyak című romantikus drámában szerepelhetett, és a fiatal színésznek az itt szerzett népszerűségét mutatta, hogy megindult a neki címzett rajongói levelek áradata. 1928-ban már egy másik tapasztalt színésznővel, Evelyn Brenttel volt kapcsolata, akivel együtt játszott a Beau Sabreur című filmben. 1929-ben, miközben a The Wolf Song című filmet forgatták, Lupe Vélezzel folytatott viharos kapcsolatot, amely fiatalkori szerelmei közül talán a legjelentősebb volt. Két évig voltak együtt, de közben 1930-ban, a Marokkó forgatásán, egy rövid kaland erejéig Marlene Dietrich, majd 1931-ben az I Take This Woman készítésekor Carole Lombard került hozzá közel. 1931–32-ben Európában tartózkodott, és ez idő alatt az egyébként házas Dorothy di Frasso grófnő megtett mindent, hogy elviselhetőbbek legyenek az utazásai, és ne maradjon egyedül Rómában, a Villa Madamában se.

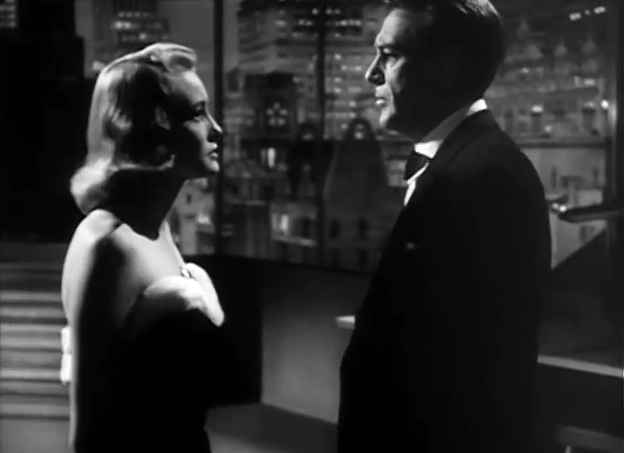
Patricia Neal és Cooper 1949-ben, A forrás című filmdrámában

Coopernek a házassága alatt is számos filmcsillaggal szövődött szerelmi kapcsolata, többek között Ingrid Bergmanhoz, Anita Ekberghez, Grace Kellyhez és Patricia Nealhez is gyengéd szálak fűzték. Mindazonáltal 1933 decemberében megkötött házassága után sokáig hű maradt feleségéhez. 1942 nyarán azonban viszonyt kezdett az Akiért a harang szól forgatásán Ingrid Bergmannal, akit egyébként az amerikaiak az „erkölcsi elfajzás hollywoodi apostolának” tartottak. Kapcsolatuk még 1943 júniusában, a Saratoga Trunk című film készítésekor is tartott.
1948-ban aztán megint végzetesen szerelmes lett, A forrás című filmdráma forgatása után élete is drámai fordulatot vett, hiszen gyengéd viszonyt kezdett ápolni filmbeli hölgypartnerével, Patricia Neallel. Eleinte rejteni próbálták kapcsolatukat, de az minden próbálkozásuk ellenére már nyílt titok volt Hollywoodban. Cooper felesége is hamar rájött erre, és amikor férjét szembesítette a pletykákkal, bevallotta, hogy azok nem alaptalan rágalmak. Azt is beismerte, hogy szerelmes Nealbe, és továbbra is találkozni akar vele. Neallal sem volt azonban felhőtlen a kapcsolata, hiszen 1950-ben abortuszra is rábeszélte, mert úgy gondolta, hogy egy házasságon kívüli gyerek tönkreteheti színészi karrierjét. 1951 májusától különköltözött feleségétől, de nem váltak el hivatalosan. Neal sem tartott ki sokáig mellette, 1951 december végén szakítottak.
Összességében három évet élt külön feleségétől, és ez idő alatt barátnői sorát Anita Ekberg, Grace Kelly, Lorraine Chanel és Gisèle Pascal is gazdagította. A jól értesültek élete során összesen közel negyven nevezetesebb hölggyel hozták kapcsolatba. 1956-ban még Gina Lollobrigidával is hírbe hozták, de miután 1954-ben kibékült feleségével, kevésbé volt már kapcsolataitól hangos a bulvársajtó.

### Barátságai, vonzalmai és személyisége

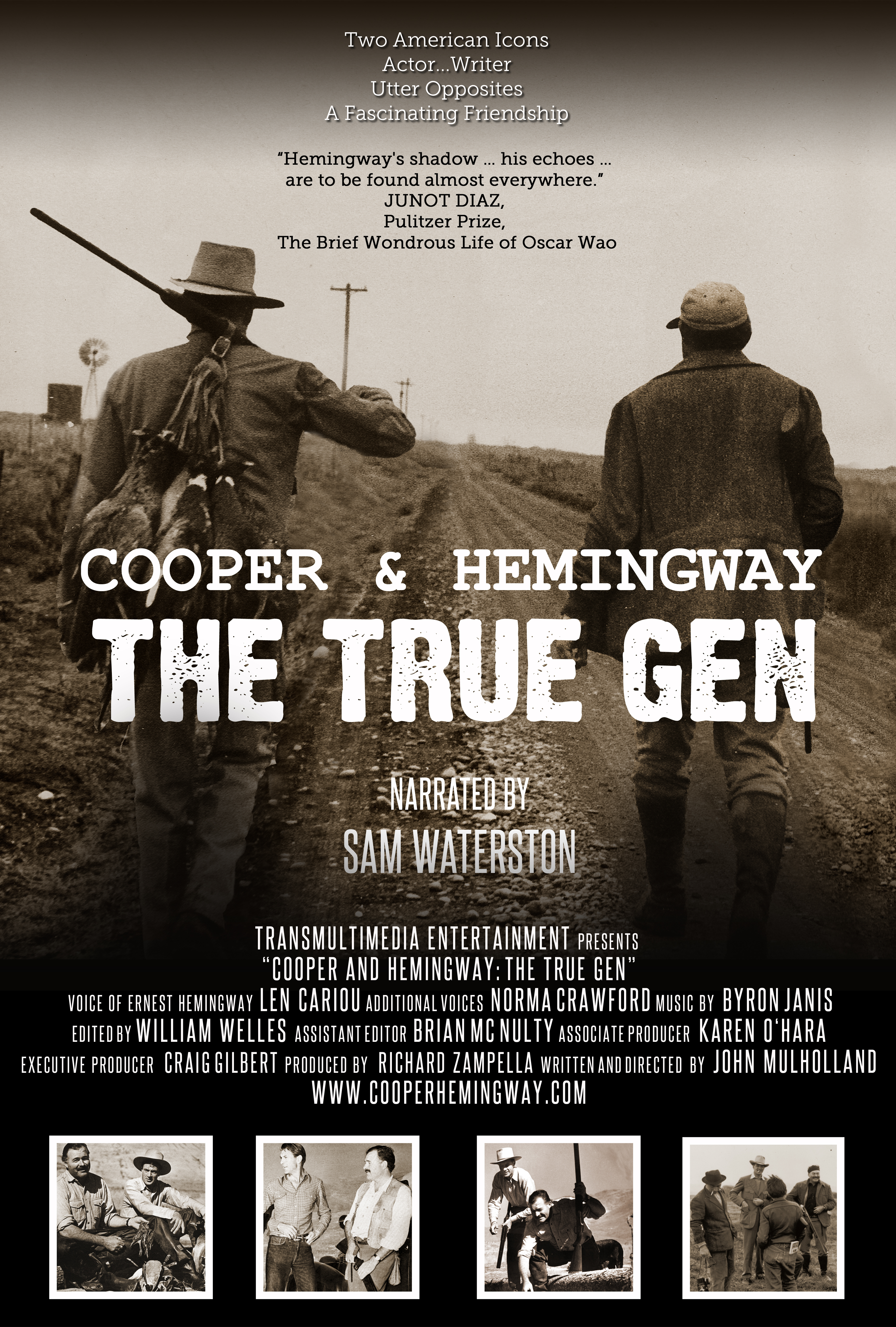
Cooper és Hemingway vadászatai

1940 októberében Sun Valleyban kezdődött húszéves barátsága Ernest Hemingwayjel. Az előző évben Hemingway volt, aki felhívta a figyelmet Cooperre, amikor Robert Jordan szerepére kerestek színészt az Akiért a harang szól című filmhez. Mindketten szívesen töltötték szabadidejüket a természetben, ahol kacsára és fácánra vadásztak, valamint Sun Valleyban síeltek együtt. Mindketten nagy csodálói voltak Rudyard Kipling munkásságának – Cooper az öltözőjében tartotta a Ha című vers másolatát –, és mindketten szerették volna megélni Maugli kalandjait. Hemingway Cooper vadásztudását és természeti ismereteit is nagyra tartotta, és azt gondolta, hogy ilyen jellegű szerepei teljesen megegyeznek a személyiségével. Egyszer azt mondta róla: „Ha olyan szerepet hoznál létre, mint Coop, akkor senki nem hinne benne. Túl jó lenne ahhoz, hogy igaz legyen”. Cooper sűrűn találkozott a Nobel-díjas regényíróval, és az évek során szoros barátság alakult ki köztük.

„Nekem az igazi megnyugvást nem a nagy dolgok jelentik, és ezek egyébként másnak sem kerülnek sokba. Kimenni a természetbe kicsit vadászni, közben megfigyelni a fű és a falevelek változását. Egyedül vagy jó társaságban eltölteni egy napot a hegyekben és nézni a naplementét vagy a hajnalhasadást, közben meghallani a szélben a madarakat, a patakot az erdőben vagy a vihart a tengeren. De akár vonattal át lehet utazni ezt az országot, és el lehet kapni valami csodálatos pillanatot a sivatagban vagy akár a mezőgazdasági területeken is. Ezek mindenki számára elérhetőek és egyformán semmibe sem kerülnek. Gary Cooper”

Cooper társadalmi életét zömében a sport, a szabadtéri tevékenységek, valamint a családtagjaival vagy barátaival töltött közös vacsorák jelentették. Ilyenkor befolyásos filmipari vezetőkkel: Henry Hathaway, Howard Hawks, William Wellman és Fred Zinnemann, vagy olyan neves filmszínészekkel, mint Joel McCrea, James Stewart, Barbara Stanwyck és Robert Taylor találkozott. Ide kell sorolni a vadászatait is, ezen kívül rendszeresen lovagolt, horgászott, síelt és idősebb korában búvárkodott. Soha nem hagyta cserben fiatalkori hobbiját, a festészetet sem. Az évek során feleségével komoly magángyűjteményre tettek szert, például olyan neves festők művei, mint Pierre-Auguste Renoir, Paul Gauguin és Georgia O’Keeffe is kerültek hozzájuk. 1956-ban személyesen találkozott Pablo Picassóval, és a neves spanyol festőművésztől is volt a tulajdonában alkotás. Egész élete során nagy tisztelője volt az autóknak, és ezekből is többet gyűjtött, például egy igazi luxusautó-különlegességet, egy 1930-as Duesenberget is a magáénak tudhatott.
Cooper természete alapján inkább befelé forduló volt, és szeretett egyedül tartózkodni a szabadban. A képernyőn látott szerepeitől eltérően a beszélgetések során gyakran hosszú ideig hallgatott, illetve ilyeneket vetett csak közbe egyetértően, hogy: aha, vagy nemtetszését kifejezve az egy frászt! Egyszer azt mondta erről: „Ha mások sokkal érdekesebb dolgokat mondanak, mint amilyeneket én tudnék, akkor inkább csendben maradok”. Barátai szerint azért szívesen beszélt és jól tájékozott volt a lovak, a lőfegyverek, a vadnyugat történelméről készített filmek, a sportautók és a modern művészetet érintő témakörökben. A kívülállók akár alábecsülhették volna a színészi képességeit, mert szerény és egyszerű személyiség volt. Barátai kedves, jó modorú, megfontolt és humoros embernek tartották. Egész pályafutása során illendően viselkedett, nem élt vissza kiemelt filmsztár státuszával, nem kért különleges bánásmódot és nem utasítgatta a rendezőt vagy a vezető színésznőt. Közeli barátja, Joel McCrea úgy emlékezett:„Coop soha nem veszekedett, nem bolondult meg, nem mondta senkinek, hogy én jobban tudom, és így mindenki szeretett vele dolgozni”.

### Politikai nézetei
Konzervatív és antikommunista nézeteket vallott. Emellett akárcsak apja, ő is elkötelezett támogatója volt a Republikánus Pártnak. 1924-ben Calvin Coolidge-re szavazott, 1928-ban és 1932-ben Herbert Hooverre, majd 1940-ben nyíltan kampányolt Wendell Wilkie mellett. 1944-ben pedig Franklin D. Roosevelt ellenében a szovjetellenes Thomas Dewey mellett tette le voksát, mert azt gondolta, hogy kihívója tisztességtelen és idegen gondolatokat tett a magáévá. A választások előtt egy rádióbeszédben – melynek adásidejét ő fizette – azt mondta: „Nem értek egyet az új irányvonallal, hiszen az a meggyőződésem, hogy mindannyiunk közös szerelme, Amerika nem ócska és elhasznált, valamint nem kell olyan külföldi elképzeléseket kölcsönözni, melyek egyébként ott sem működnek, ahonnan jönnek… A mi országunk még fiatal, és ezért a saját álláspontját is neki magának kell kialakítania”. Részt vett azon a Los Angeles Memorial Coliseumban rendezett republikánus nagygyűlésen, ahol Dewey támogatására 93 000 fő jött össze.
Alapító tagja volt az Amerika Eszményeit Őrző Filmszövetségnek (Motion Picture Alliance for the Preservation of American Ideals), amely konzervatív, magukat „igaz amerikaiak”-nak nevező filmeseket tömörített. Alapító nyilatkozatuk szerint a kommunizmus és a fasizmus terjedésével szemben az amerikai életforma megőrzését tűzték ki célul. A szervezetnek tagja volt többek között például Cecil B. DeMille, Walt Disney, Clark Gable, Ronald Reagan, Barbara Stanwyck és John Wayne, akik nyomást gyakoroltak az Amerikai Egyesült Államok Kongresszusára, hogy vizsgálják meg, mekkora kommunista befolyás érvényesül a filmiparban. 1947. október 23-án Coopert is meghallgatta a Joseph Raymond McCarthy vezette Amerika-ellenes Tevékenységet Vizsgáló Bizottság. A vallomását együttműködőnek találták, és arra a kérdésre, hogy megfigyelt-e kommunista befolyást Hollywoodban, így felelt: „Visszautasítottam néhány forgatókönyvet, mert túlzottan kommunista színezetűnek találtam őket”. Továbbá olyan párbeszédeknek volt tanúja, ahol azt mondták, hogy az amerikai alkotmány felett eljárt az idő, és a kormány hatékonyabban tudna működni a Kongresszus nélkül. Cooper vallomása egy hónappal a Hollywoodi Feketelista összeállítása előtt történt, és ellentétben másokkal, vallomásában neveket nem említett.

### Vallása
Coopert az Anglikán Közösség szertartása szerint keresztelték meg 1911. december 3-án Angliában, és az Egyesült Államok Episzkopális Egyháza tagjaként nevelkedett fel. Ugyan felnőtt korában sosem volt vallását gyakorló keresztény, a barátai közül többen hitték, hogy mély lelki életet él.
1953. június 26-án elkísérte Rómába feleségét és lányát – akik egyébként buzgó katolikusok voltak –, hogy részt vegyenek XII. Piusz pápa audienciáján. Cooper és felesége a látogatás idején még külön éltek, de tulajdonképpen ez volt a kezdete a kibékülésüknek. Az elkövetkező években Cooper egyre többet elmélkedett saját haláláról és cselekedeteiről, valamint a katolicizmusról is rendszeresen beszélt családjával. Egyre gyakrabban elkísérte szeretteit a katolikus templomba is, és ott találkozott azzal a plébánossal, aki felajánlotta neki, hogy segít a lelki útmutatásban. Több hónapos felkészítés után Cooper úgy döntött, hogy áttér a római katolikus vallásra. A szertartás kisebb családi és baráti körben zajlott le 1959. április 9-én Beverly Hillsben, a Jó Pásztor templomában (Church of the Good Shepherd).

## Utolsó évei és halála

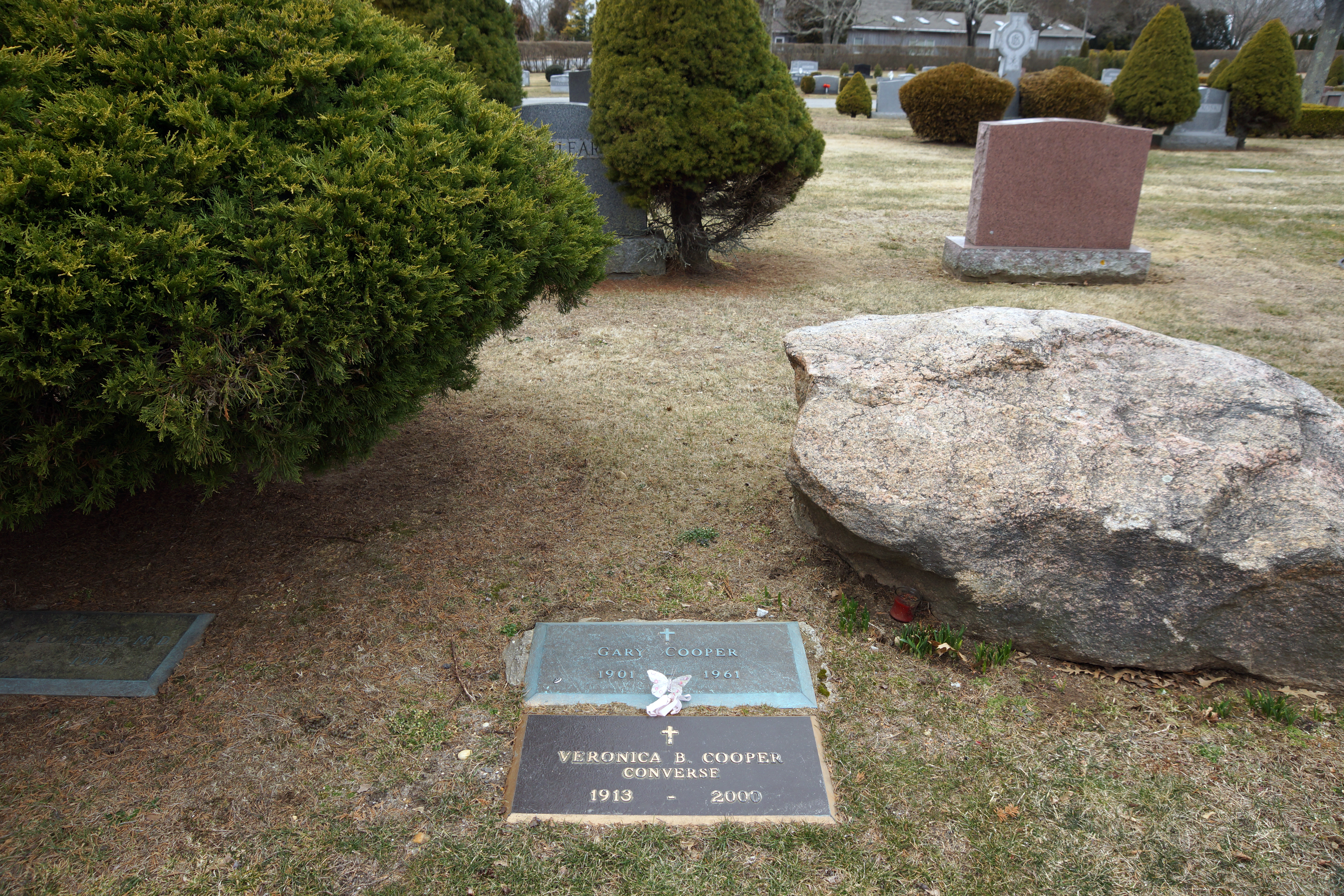
Cooper síremléke a Szent Szív temetőben (Southampton, New York)

1960. április 14-én megműtötték a bostoni Massachusetts Általános Kórházban, mivel prosztatarákot diagnosztizáltak nála. A rák azonban továbbterjedt vastagbelére, ezért május 31-én Los Angelesben a Lebanon Kórházban megint operációra került sor azért, hogy eltávolítsák a rosszindulatú daganatot. Felépülése után, a nyár végén elvitte családját nyaralni Dél-Franciaországba, majd mielőtt Londonba utazott elkészíteni utolsó filmjét, a The Naked Edge-t, 1960 decemberében az NBC televíziónál a Project 20 The Real West című dokumentumfilmen dolgozott, melynek egy részében a narrátor is ő volt. December 27-én felesége megtudta Cooper kezelőorvosától, hogy a rák továbbterjedt a tüdejére és a csontjaira, így már menthetetlenné vált. A család úgy döntött, hogy ezt nem közlik vele azonnal.
1961. január 9-én Cooper részt vett Beverly Hillsben egy, a tiszteletére adott vacsorán a Friars Clubban, melyen Frank Sinatra és Dean Martin volt a házigazda. Itt volt vele számos más filmes barátja is, és Cooper rövid beszédében azt mondta nekik: „Az egyetlen eredmény, amire nagyon büszke vagyok, az az, hogy ebben a közösségben ilyen barátokra leltem”. Január közepén elvitte családját Sun Valley-be, az utolsó közös pihenésükre. Itt Cooper és Hemingway utoljára túrázhatott együtt a havas vidéken. Február 27-én, miután visszatért Los Angelesbe, megtudta, hogy haldoklik. Később azt mondta családjának, hogy: „Higgyünk a csodában, de ha nem következik be, és ez Isten akarata, akkor rendben van az is”. Április 17-én a televízióban nézte, hogy hasonlóan az első Oscar-díjához, most is barátja, James Stewart veszi át nevében harmadik Oscar-szobrát, az életműdíjat. Stewart érzelmes beszédben Cooperhez szólt: „Azt akarom, hogy tudd. A legnagyobb barátsággal, szeretettel, csodálattal és mindannyiunk mély tiszteletével viszem neked a díjat. Nagyon büszkék vagyunk rád, Coop”. A következő napon az újságok világszerte bejelentették, hogy Cooper haldoklik. Az elkövetkező napokban számos üzenetet kapott, melyekben bátorították és nagyrabecsülésükről biztosították őt: többek között táviratozott XXIII. János pápa, II. Erzsébet brit királynő, és felhívta telefonon John Fitzgerald Kennedy.
Május 4-én adta utolsó hivatalos nyilatkozatát, melyben azt mondta: „Tudom, hogy ami most történik, az Isten akarata, és ezért nem félek a jövőtől”. Május 12-én adták fel neki az utolsó kenetet. Másnap, 1961. május 13-án 12:47-kor csendben, hat nappal hatvanadik születésnapja után elhunyt. A gyászmisét május 18-án a Jó Pásztor templomában tartották, melyen részt vett számos barátja és színésztársa is, köztük James Stewart, Henry Hathaway, Joel McCrea, Audrey Hepburn, Jack L. Warner, John Ford, John Wayne, Edward G. Robinson, Frank Sinatra, Dean Martin, Randolph Scott, Walter Pidgeon, Bob Hope és Marlene Dietrich. Kaliforniában, Culver Cityben temették el a Szent Kereszt temetőben (Holy Cross Cemetery). 1974 májusában családja New Yorkba költözött, és őt sem hagyták ott, hanem exhumálták, majd újratemették Southamptonban, a Szent Szív temetőben (Sacred Hearts Cemetery). A sírhelyét egy a Montauk kőfejtőből származó háromtonnás kőtömbbel jelölték meg.

## Színészi stílusa és hírneve
Cooper színészi stílusát három alapvető jellemző határozta meg: az a képessége, hogy szerepeiben természetes és eredeti tudott lenni, valamint könnyed játéka hiteles is volt a képernyőn. A színészet tanára, Lee Strasberg egyszer megjegyezte: „Sztanyiszlavszkij elképzelései szerinti legegyszerűbb példa az olyan színészek játéka, mint Gary Cooper, John Wayne és Spencer Tracy. Ők nem kezdenek el játszani, hanem önmagukat adják, és e szerint reagálnak vagy cselekszenek. Így nem is tesznek olyat, ami ellentétes lenne a szerepükkel”. A francia filmrendező, François Truffaut Coopert a legnagyobb színészek közé sorolta amiatt, hogy külső irányítás nélkül is képes volt nagy teljesítményre. Az a képesség, hogy saját személyisége a szerepeiben végig megmutatkozhatott, a filmkritikusokat és a nézőket egyaránt arról győzte meg, hogy ő egyszerűen csak saját magát alakította.
Cooper azon képessége, hogy személyiségét adta a szerephez, fontos része volt természetességének és eredetiségének. Színésztársa, John Barrymore mondta Cooperről: „Erőlködés nélkül csinál olyan dolgokat, melyeket mások életük végéig sem tudnak megtanulni. Ez a fickó a világ legnagyobb színésze, mert természetes tud maradni”. Charles Laughton, aki a Devil and the Deep című filmben játszott vele együtt, azt mondta róla: „Az az igazság, hogy annak a fiúnak ötlete sem volt, miként kéne játszania… Neki ez a bensőjéből fakadt”. William Wyler, aki Cooper két filmjét is rendezte, nagyszerű színésznek tartotta őt, és egyenesen a filmszínészek mesterének titulálta. A The Real Gloryban játszott alakítása kapcsán Graham Greene írta róla: „Olykor az ő szikár, fotogén arcán is látszott, hogy mindent a kamera kedvéért tesz. De nem kérdés: ő nem játszott, hanem alakított, mert miközben beszélt, egy kötést helyezett fel és beoltott egy lányt kolera ellen. Mindezt úgy, mintha tényleg tudná, hova kell szúrnia, és már nem is kell arra annyira odafigyelnie”.
A Cooper-féle előadásmód több rendezőt és kortárs színészeket is meglepett. Már korai filmjeiben felismerte ugyanis a felvevőgép azon képességét, hogy képes megörökíteni egészen finom gesztusokat és arcmozgásokat. A York őrmesterben nyújtott alakításáról Howard Hawks megjegyezte: „Nagyon keményen dolgozott, de mégis úgy tűnt, hogy nem jól teszi a dolgát. Furcsa egy színész volt, mert a jelenetek során azt gondolhattad volna… ez nem is olyan jó. De aztán, mikor másnap visszanézted a vetítőteremben a gyorskópiát, akkor azt láttad, hogy az arcáról le tudsz olvasni mindent, amit csak gondolt”. Sam Wood, aki négy filmjét is rendezte, egészen hasonló észrevételt tett a Pride of the Yankees című filmben nyújtott alakításáról: „Azt gondoltam, nem játssza jól a szerepét. A filmen persze tökéletes lett, de a forgatás alatt, esküszöm, azt éreztem, hogy ez volt a mozgóképgyártás történetének legrosszabb alakítása”. A színésztársai is csodálták különleges színészi képességeit. Ingrid Bergman színésznő két olyan film után, ahol együtt játszott Cooperrel, arra a következtetésre jutott, hogy „Ennek az embernek a személyisége hatalmas és ellenállhatatlan. A szeme és arca olyan kifejező, hogy egyszerre érzéki és könnyed. Ezt akkor lehet igazán érezni, amikor már a filmet is megnézted. Úgy gondolom, csodálatos színész, ő volt a legkönnyedebb és legtermészetesebb színész, akivel valaha is játszhattam”.

## Emlékezete

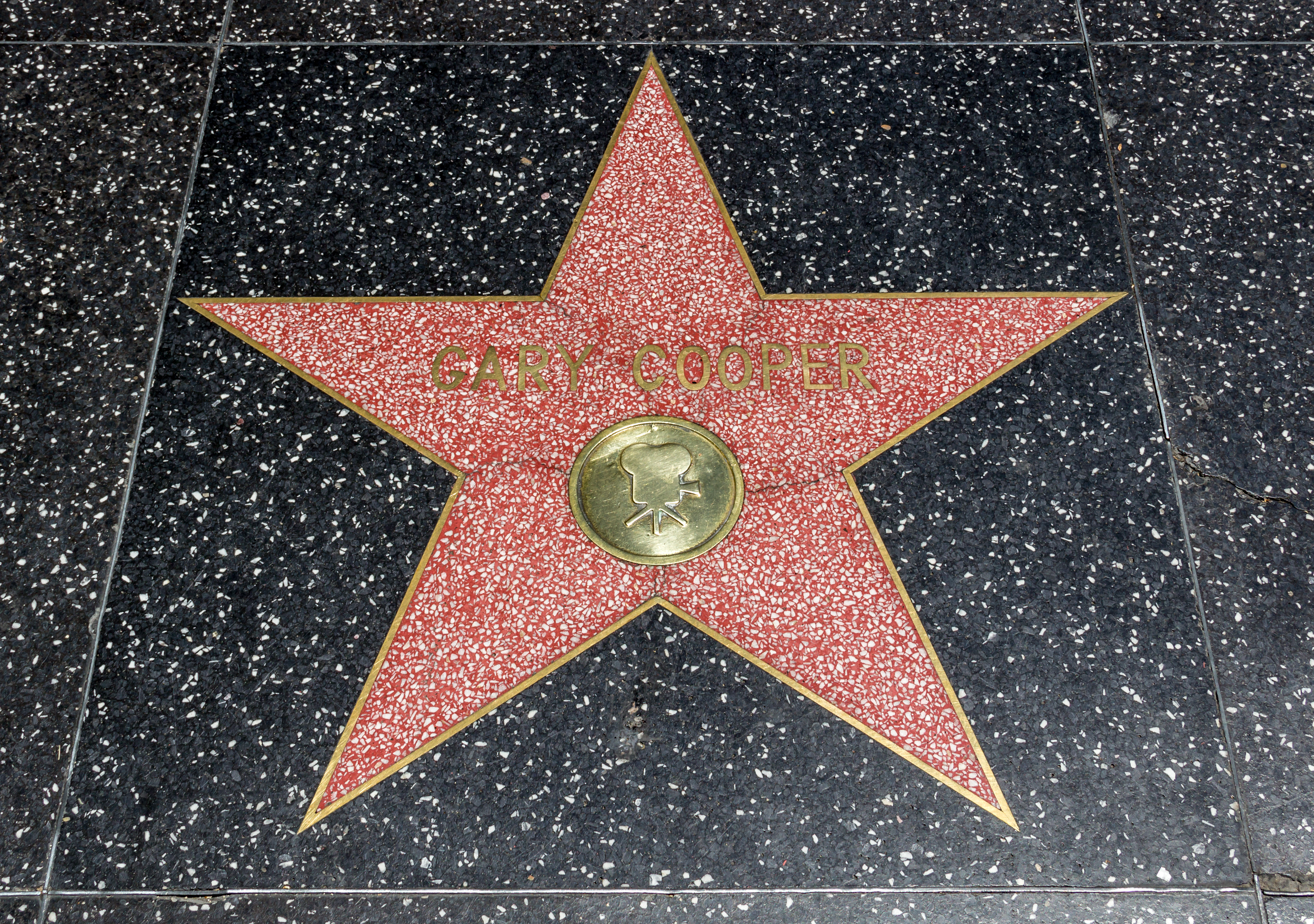
Cooper csillaga a hollywoodi hírességek sétányán

Színészi pályafutása 1925 és 1961 között harminchat évet ívelt át, mely során nyolcvannégy játékfilmben játszott fontosabb szerepet. Ő volt az egyik kiemelkedő amerikai filmsztár a némafilmkorszak végétől egészen a klasszikus hollywoodi aranykor hanyatlásáig. Természetes, hiteles és közérthető alakításainak köszönhetően színészi teljesítménye a férfi és a női nézőknek egyaránt elnyerte a tetszését. A legtöbb nagy filmes műfajban játszott, beleértve a westernt, a háborús és kalandfilmet, a drámát, a krimit, a romantikus filmet és a komédiát is. A Motion Picture Herald 1936-tól 1958-ig huszonhárom egymást követő évben a tíz legismertebb férfi filmszínész közé sorolta. A Quigley Publishing Company által készített listán Cooper tizennyolc éven keresztül a legjobban fizetett tíz színész közé tartozott: 1936–37, 1941–49 és 1951–57 között; 1953-ban pedig ő vezette a listát. A minden idők összesített listáján a negyedik, John Wayne, Clint Eastwood és Tom Cruise előzi csak meg. Halálakor úgy összesítették, hogy színészi pályafutása során több mint kétszázmillió dollárt kereshetett (mai árfolyamon átszámítva 1 578 396 437 USD).
Játékfilmjeinek több mint a felében akcióhőst játszott, mint cowboy, katona, pilóta, tengerész vagy felfedező. A többi szerepében orvos, professzor, író, színész, építész, hivatalnok és baseballjátékos volt. A képernyőre vitt hősszerepei pályafutásának különböző periódusaival együtt változtak. Korai filmjeiben fiatal naiv hőst alakított, aki biztos volt emberi tartásában, és erényeinek köszönhette győzelmeit (A virginiai férfi). Miután befutott sztár lett, a filmjeiben már egy óvatosabb hőst jelentett meg (Búcsú a fegyverektől). 1936-tól 1943-ig, a színészi pályafutása csúcsán, megint egy új típusú hőst lehetett látni, azt a hétköznapi embert, aki feláldozza magát másokért (Váratlan örökség, Az utca embere, Akiért a harang szól). A háború utáni években újra megváltozott, ez időben egy olyan hőst személyesített meg, aki egyedül nézett szembe a csapásokkal (A forrás, Délidő). Utolsó filmjeiben elutasította a korábban elkövetett erőszakot, és az elvesztett becsület visszaszerzésében látta a megváltást (Szemben az erőszakkal, A vadnyugati ember). A képernyőn látható személyisége, melyet egész pályafutása során fejlesztett, mindig egy olyan ideális amerikai hős volt, aki magas, sármos és rendíthetetlenül őszinte. Olyan valaki, akinek tettei sokszor felette álltak az emberi értelemnek, de hősiessége mellett romantikus szerető, kalandor és egyszerű földi halandó is volt egyben.
1960. február 6-án a filmipar fejlesztésében játszott szerepéért Cooper is csillagot kapott a hollywoodi hírességek sétányán, a 6243 Hollywood Boulevardon. Szintén csillagot kapott Montanában is, Bozemanban az Ellen Színház előtti járdán. 1961. május 6-án pályafutását elismerve megkapta a francia művészeti érdemrendet (Ordre des Arts et des Lettres),  majd 1961. július 30-án immár posztumusz adományozták neki az olasz David di Donatello-díjat. 1966-ban bekerült Oklahoma Cityben a Nemzeti Cowboy és Western Múzeumba a halhatatlan nagy westernszínészek közé. Az Amerikai Filmintézet (AFI) által készített minden idők legjobb ötven amerikai férfi színésze között az előkelő tizenegyedik helyet kapta. Színészi alakításai közül három, Will Kane, Lou Gehrig és York őrmester felkerült az AFI által összeállított száz legnagyobb hős és gonosz listáján a hősök közé. A Lou Gehrig szerepében elmondott „Today, I consider myself the luckiest man on the face of the earth” (Ma a legszerencsésebb embernek tartom magam a földön) idézetet a 38. helyre rangsorolta az AFI által készített legnagyobb filmes idézeteket tartalmazó százas lista. Életrajzírója, Jeffrey Meyers szerint több mint fél évszázaddal halála után Gary Cooper maradandó öröksége az a filmjeiben ránk maradt és róla kialakult kép, ami megtestesíti az ideális amerikai hőst. Charlton Heston egyszer megjegyezte: „Ő mutatta meg azt a fajta embertípust, amilyenné az amerikaiak szeretnének válni, talán jobban is, mint bármelyik valaha is létező színész megtehette volna ezt”.
Alakja felbukkan (említés szintjén) Kondor Vilmos magyar író Budapest novemberben című bűnügyi regényében is.

## Jelentősebb díjak és jelölések
- Oscar-díj
  - díj: legjobb férfi főszereplő – York őrmester (1942)
  - díj: legjobb férfi főszereplő – Délidő (1953)
  - jelölés: legjobb férfi főszereplő – Váratlan örökség (1937)
  - jelölés: legjobb férfi főszereplő – The Pride of the Yankees (1943)
  - jelölés: legjobb férfi főszereplő – Akiért a harang szól (1944)
- Golden Globe
  - díj: legjobb férfi főszereplő – Délidő (1953)
  - jelölés: legjobb férfi főszereplő – Szemben az erőszakkal (1957)

## Fontosabb filmjei

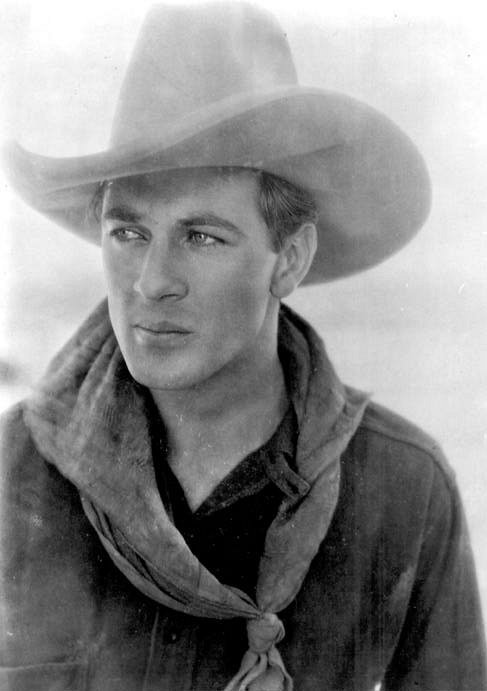
Barbara Worth győzelme, 1926

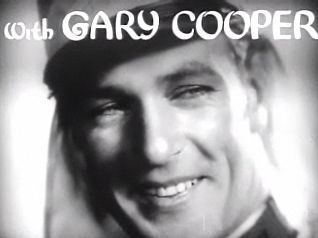
Marokkó, 1930

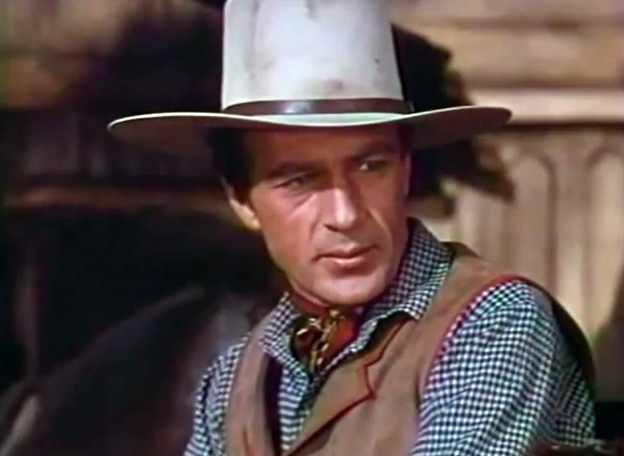
North West Mounted Police, 1940

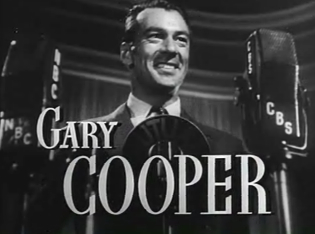
Az utca embere, 1941

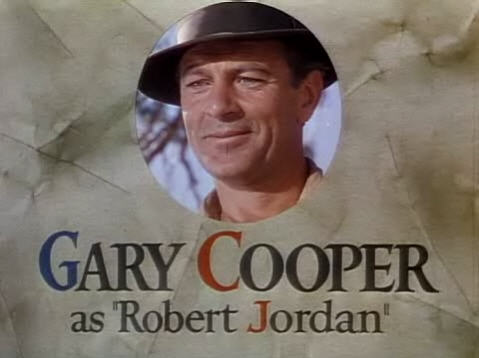
Akiért a harang szól, 1943

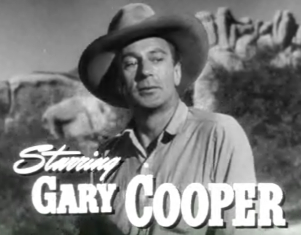
És akkor jött Jones, 1945

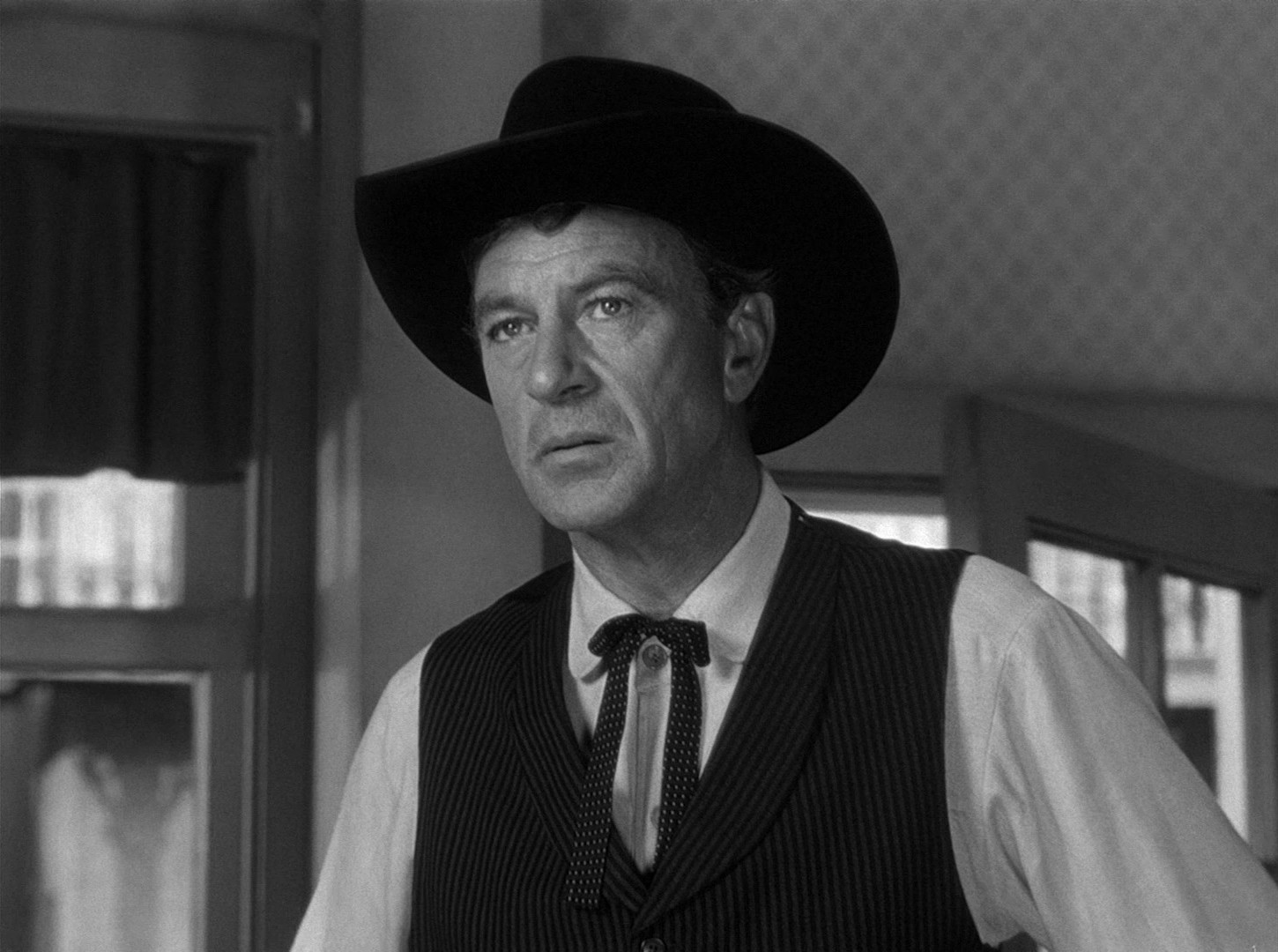
Délidő, 1952

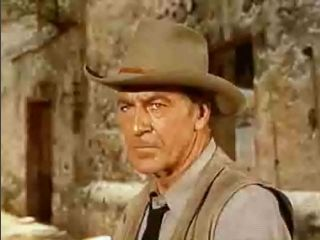
Vera Cruz, 1954

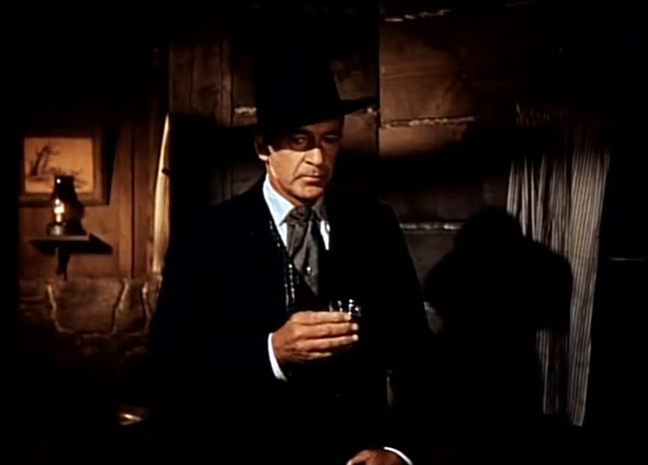
Az akasztófa (Küzdelmek), 1959

Az alábbi lista Gary Cooper jelentősebb filmjeit sorolja fel:
| Év   | Magyar cím                      | Eredeti cím                         | Szerep                            | Szinkronhang     |
| ---- | ------------------------------- | ----------------------------------- | --------------------------------- | ---------------- |
| 1926 | Barbara Worth győzelme          | The Winning of Barbara Worth        | Abe Lee                           |                  |
| 1927 |                                 | Arizona Bound                       | Dave Saulter                      |                  |
| 1927 |                                 | Nevada                              | Nevada                            |                  |
| 1927 | Szárnyak                        | Wings                               | White kadét                       |                  |
| 1927 |                                 | Children of Divorce                 | Edward D. 'Ted' Larrabee          |                  |
| 1928 |                                 | Lilac Time                          | Philip Blythe százados            |                  |
| 1928 |                                 | Half a Bride                        | Edmunds kapitány                  |                  |
| 1928 |                                 | Doomsday                            | Arnold Furze                      |                  |
| 1928 |                                 | Beau Sabreur                        | Henri de Beaujolais őrnagy        |                  |
| 1928 |                                 | The First Kiss                      | Mulligan Talbot                   |                  |
| 1928 |                                 | The Legion of the Condemned         | Gale Price                        |                  |
| 1929 | A virginiai férfi               | The Virginian                       | a virginiai                       |                  |
| 1929 |                                 | The Wolf Song                       | Sam Lash                          |                  |
| 1929 | Az árulás                       | Betrayal                            | Andre Frey                        |                  |
| 1930 | Marokkó                         | Morocco                             | Tom Brown légionárius             |                  |
| 1930 |                                 | Only the Brave                      | James Braydon százados            |                  |
| 1930 |                                 | The Texan                           | Llano kölyök                      |                  |
| 1930 |                                 | Seven Days' Leave                   | Kenneth Downey                    |                  |
| 1930 |                                 | A Man from Wyoming                  | Jim Baker                         |                  |
| 1930 |                                 | The Spoilers                        | Roy Glenister                     |                  |
| 1931 |                                 | Fighting Caravans                   | Clint Belmet                      |                  |
| 1931 |                                 | I Take This Woman                   | Tom McNair                        |                  |
| 1932 | Búcsú a fegyverektől            | A Farewell to Arms                  | Frederick Henry hadnagy           |                  |
| 1932 |                                 | If I Had a Million                  | Steve Gallagher                   |                  |
| 1932 |                                 | Devil and the Deep                  | Sempter hadnagy                   |                  |
| 1933 | Ma élünk                        | Today We Live                       | Richard Bogard hadnagy            |                  |
| 1933 |                                 | One Sunday Afternoon                | Dr. Lucius Griffith „Biff” Grimes |                  |
| 1933 | Mindkettőt szeretem             | Design for Living                   | George Curtis                     |                  |
| 1934 |                                 | Operator 13                         | Jack Gailliard százados           |                  |
| 1935 |                                 | Peter Ibbetson                      | Peter Ibbetson                    |                  |
| 1935 |                                 | The Wedding Night                   | Tony Barrett                      |                  |
| 1935 | A hindu lándzsás                | The Lives of a Bengal Lancer        | Alan McGregor hadnagy             |                  |
| 1936 | Az igazi férfi                  | The Plainsman                       | Bill Hickok                       |                  |
| 1936 |                                 | The General Died at Dawn            | O'Hara                            |                  |
| 1936 | Váratlan örökség                | Mr. Deeds Goes to Town              | Longfellow Deeds                  |                  |
| 1936 | A vágy                          | Desire                              | Tom Bradley                       | Tahi Tóth László |
| 1937 |                                 | Souls at Sea                        | Michael Taylor                    |                  |
| 1938 | Kékszakáll nyolcadik felesége   | Bluebeard's Eighth Wife             | Michael Brandon                   |                  |
| 1938 | Floridai kaland                 | The Cowboy and the Lady             | Stretch Willoughby                |                  |
| 1938 | Marco Polo hihetetlen kalandjai | The Adventures of Marco Polo        | Marco Polo                        |                  |
| 1939 | Kék csillag                     | Beau Geste                          | Michael „Beau” Geste              |                  |
| 1939 |                                 | The Real Glory                      | Dr. Bill Canavan                  |                  |
| 1940 | Ember a láthatáron              | The Westerner                       | Cole Hardin                       | Selmeczi Roland  |
| 1940 | Északnyugati csendőrség         | North West Mounted Police           | Dusty Rivers                      |                  |
| 1941 | Az utca embere                  | Meet John Doe                       | John Doe                          | Rosta Sándor     |
| 1941 | Szőke szélvész                  | Ball of Fire                        | Bertram Potts professzor          | Csernák János    |
| 1941 | York őrmester                   | Sergeant York                       | Alvin C. York őrmester            |                  |
| 1942 | A Yankee-k dicsősége            | The Pride of the Yankees            | Lou Gehrig                        |                  |
| 1943 | Akiért a harang szól            | For Whom the Bell Tolls             | Robert Jordan                     | Bitskey Tibor    |
| 1944 | Casanova Brown                  | Casanova Brown                      | Cass Brown                        |                  |
| 1945 | És akkor jött Jones             | Along Came Jones                    | Melody Jones                      |                  |
| 1945 |                                 | Saratoga Trunk                      | Clint Maroon ezredes              |                  |
| 1946 | Köpeny és tőr                   | Cloak and Dagger                    | Alvah Jesper professzor           | Gábor Miklós     |
| 1947 | A legyőzhetetlen                | Unconquered                         | Christopher Holden kapitány       |                  |
| 1948 |                                 | Good Sam                            | Samuel R. Clayton                 |                  |
| 1949 | A forrás                        | The Fountainhead                    | Howard Roark                      | Mihályi Győző    |
| 1949 | A különítmény                   | Task Force                          | Jonathan L. Scott                 |                  |
| 1950 | Dallas                          | Dallas                              | Blayde Hollister                  | Sinkovits Imre   |
| 1950 |                                 | Bright Leaf                         | Brant Royle                       |                  |
| 1951 |                                 | You're in the Navy Now              | John Harkness hadnagy             |                  |
| 1951 | Távoli dobok                    | Distant Drums                       | Wyatt                             |                  |
| 1952 | Délidő                          | High Noon                           | Will Kane rendőrbíró              | Mécs Károly      |
| 1953 | Visszatérés a Paradicsomba      | Return to Paradise                  | Mr. Morgan                        |                  |
| 1953 | Kifulladt vad                   | Blowing Wild                        | Jeff Dawson                       | Sinkovits Imre   |
| 1954 | A bűn kertje                    | Garden of Evil Hooker               | Hooker                            |                  |
| 1954 | Vera Cruz                       | Vera Cruz                           | Benjamin Trane                    | Tarján Péter     |
| 1954 | Párizsi szívdobbanás            | Boum sur Paris                      | saját magát                       |                  |
| 1955 | Billy Mitchell haditörvényszéke | The Court-Martial of Billy Mitchell | Billy Mitchell                    |                  |
| 1956 | Szemben az erőszakkal           | Friendly Persuasion                 | Jess Birdwell                     |                  |
| 1957 | Délutáni szerelem               | Love in the Afternoon               | Frank Flannagan                   | Mihályi Győző    |
| 1958 |                                 | Ten North Frederick                 | Joseph Chapin                     |                  |
| 1958 | A vadnyugati ember              | Man of the West                     | Link Jones                        | Trokán Péter     |
| 1959 | A gyávák bátorsága              | They Came to Cordura                | Thomas Thorn őrnagy               |                  |
| 1959 | A Mary Deare katasztrófája      | The Wreck of the Mary Deare         | Gideon Patch                      |                  |
| 1959 | Az akasztófa (Küzdelmek)        | The Hanging Tree                    | Dr. Joseph Frail                  | Tordy Géza       |
| 1961 | Meztelen penge                  | The Naked Edge                      | George Radcliffe                  |                  |

## Rádióadás
| Év   | Program           | A rádióműsor címe                         | Szerep           |
| ---- | ----------------- | ----------------------------------------- | ---------------- |
| 1937 | Lux Radio Theatre | Mr. Deeds Goes to Town (Váratlan örökség) | Longfellow Deeds |

## Fordítás
- Ez a szócikk részben vagy egészben  a   Gary Cooper című angol Wikipédia-szócikk ezen változatának fordításán alapul.  Az eredeti cikk szerkesztőit annak laptörténete sorolja fel. Ez a jelzés csupán a megfogalmazás eredetét és a szerzői jogokat jelzi, nem szolgál a cikkben szereplő információk forrásmegjelöléseként.